# Mikoyan-Gurevich MiG-23
Mikoyan-Gurevich MiG-23 (tiếng Nga: Микоян и Гуревич МиГ-23; tên ký hiệu của NATO: "Flogger") là một loại máy bay tiêm kích cánh cụp cánh xòe, được thiết kế bởi phòng thiết kế Mikoyan-Gurevich OKB của Liên Xô, và được coi là máy bay tiêm kích phản lực thế hệ thứ ba cùng với Mikoyan-Gurevich MiG-25 "Foxbat". Đây là máy bay tiêm kích đầu tiên của Liên Xô trang bị radar look-down/shoot-down (radar phát hiện, theo dõi, khóa mục tiêu, ngắm bắn và tiêu diệt mục tiêu ở ngoài tầm nhìn của phi công) và tên lửa ngoài tầm nhìn, và đây cũng là máy bay tiêm kích đầu tiên của MiG được sản xuất với khe hút khí nằm bên cạnh thân máy bay. Việc sản xuất bắt đầu vào năm 1970 và đã có 5.047 chiếc được chế tạo. Ngày nay MiG-23 vẫn tiếp tục hoạt động hạn chế trong lực lượng không quân một số quốc gia. Máy bay cường kích Mikoyan MiG-27 cũng được phát triển từ MiG-23.

## Thiết kế và phát triển

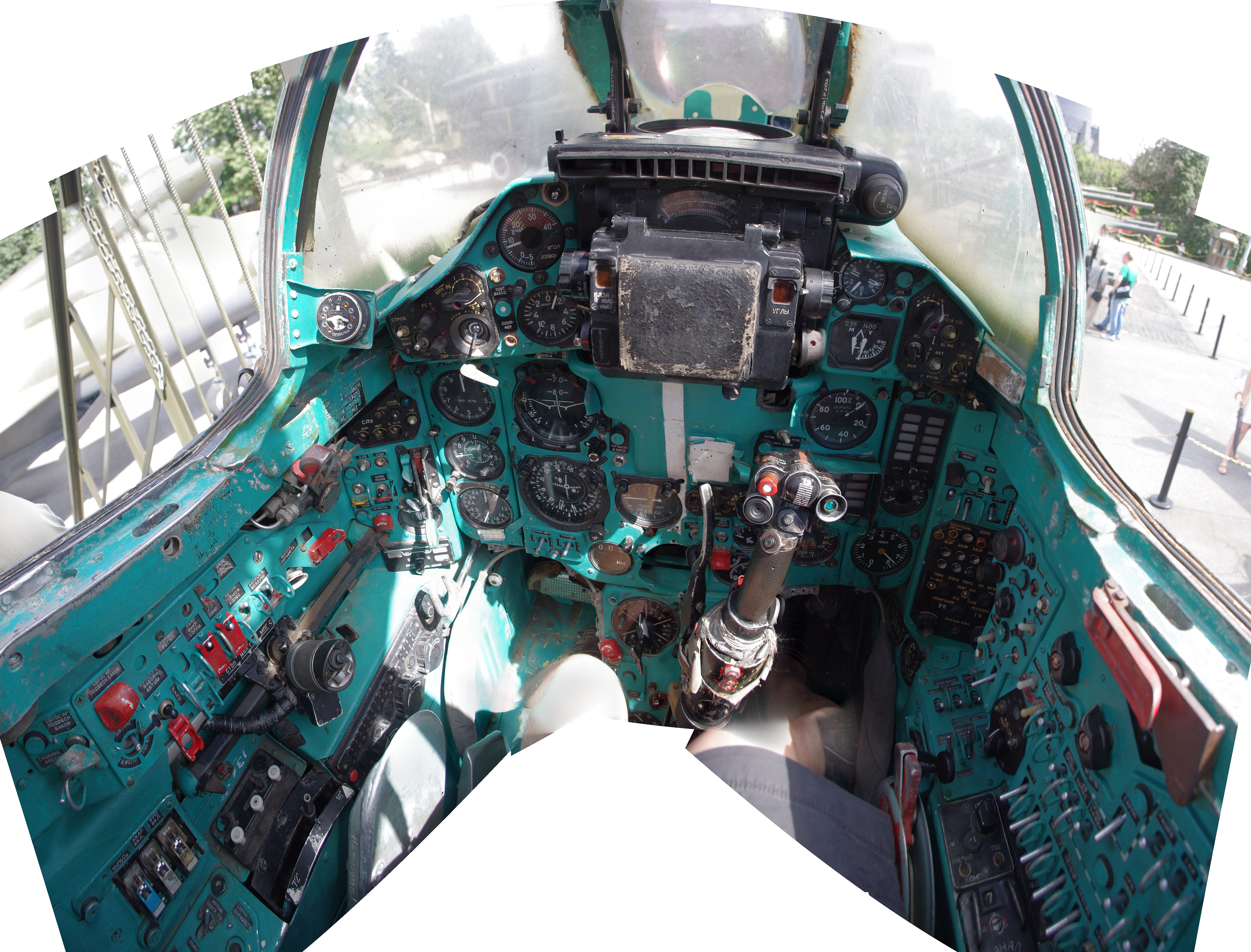
Buồng lái của MiG-23

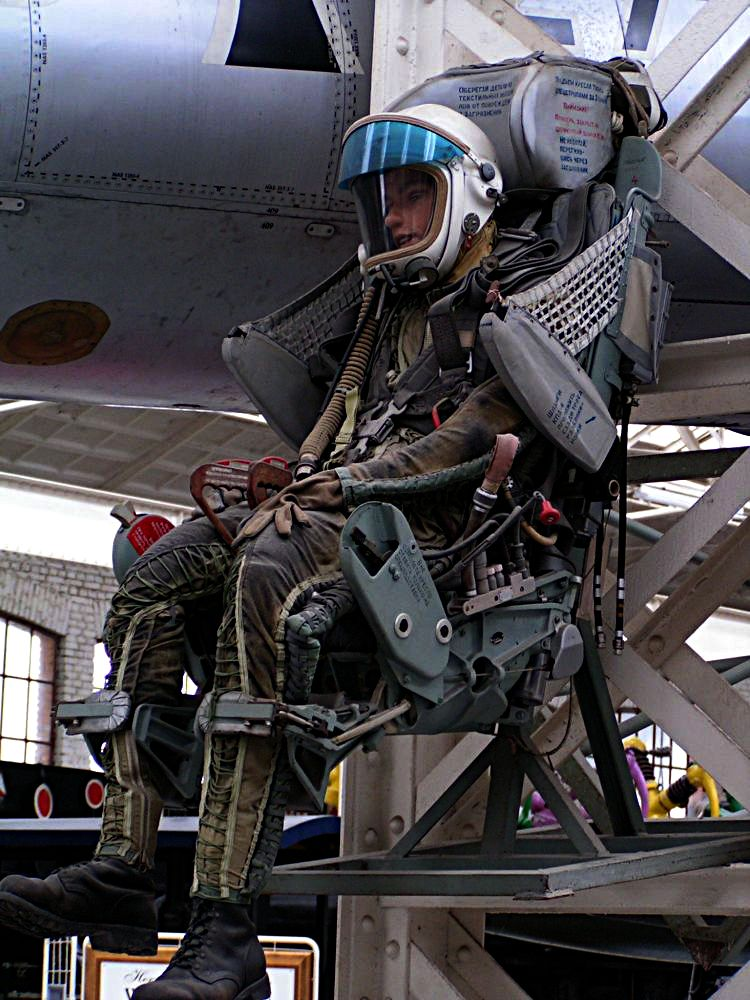
Ghế phóng thoát hiểm KM-1

MiG-21 (tên ký hiệu của NATO: 'Fishbed'), là loại máy bay tiêm kích hạng nhẹ phát triển trước MiG-23, đây là loại máy bay nhanh nhẹn và chắc chắn, nhưng MiG-21 bị giới hạn trong khả năng hoạt động vì radar yếu, tầm hoạt động và bán kính chiến đấu ngắn và chỉ mang được ít vũ khí (không mang được hơn 4 tên lửa không đối không). MiG-23 là một máy bay tiêm kích hạng nặng, được thiết kế với tầm hoạt động và bán kính chiến đấu lớn hơn, nhiều máy móc mạnh hơn để khắc phục những khuyết điểm trên MiG-21, và vượt trội so với loại F-4 Phantom II của Mỹ. Loại máy bay chiến đấu mới này có những nét mới hoàn toàn mà chưa một loại chiến đấu cơ nào có vào thời điểm ấy, nó có hệ thống cảm biến mới S-23 và hệ thống vũ khí có thể bắn và điều khiển tên lửa không đối không ngoài tầm nhìn (BVR).
Mối tâm chính đến bản thiết kế của MiG-23 là khả năng cất hạ cánh. Những máy bay chiến đấu của Liên Xô lúc đó cần đường băng rất dài, cùng với tầm bay và thao tác phối hợp chiến thuật hạn chế. Không quân Liên Xô đòi hỏi loại máy bay mới phải có khả năng hoạt động được trên đường băng ngắn hơn, có tốc độ bay thấp và khả năng điều khiển tốt hơn MiG-21. Mikoyan đã xem xét đến 2 lựa chọn: máy bay có trang bị thêm vòi xả tạo lực nâng bổ sung, và cánh có thể thay đổi hình dạng, được phát triển bởi TsAGI.
Nguyên mẫu đầu tiên gọi là "23-01" nhưng được biết đến với cái tên MiG-23PD, nguyên mẫu này có cánh tam giác giống như MiG-21 nhưng có thêm hai vòi nâng trong thân. Tuy nhiên nó bộc lộ những khiếm khuyết về hình dạng, và trọng lượng của những vòi nâng trở nên vô ích khi đã ở trên không. Nguyên mẫu thứ 2 là "23-11" được lắp cánh thay đổi được hình dạng (cánh cụp cánh xòe) có thể xoay góc 16°,45° và 72°, và nó thể hiện kết quả tốt hơn hẳn so với thiết kế vòi xả tạo lực nâng. Chuyến bay lần đầu tiên của nguyên mẫu 23-11 vào ngày 10 tháng 6-1967, và 3 nguyên mẫu nữa đã được thiết kế cho những chuyến bay và thử nghiệm sau đó. Tất cả các mẫu đều được lắp động cơ Tumansky R-27-300 với lực đẩy 7.850 kg. Sau những thử nghiệm, MiG-23 đã được đưa vào sản xuất hàng loạt vào tháng 12-1967.
General Dynamics F-111 Aardvark và McDonnell Douglas F-4 Phantom II của Hoa Kỳ đã có ảnh hưởng đến thiết kế của MiG-23. Tuy nhiên người Nga muốn có một máy bay tiêm kích nhẹ hơn và đã thiết kế MiG-23 chỉ có một động cơ để đạt độ nhanh nhẹn tối đa. Cả F-111 và MiG-23 đều được thiết kế như máy bay tiêm kích, nhưng vì trọng lượng quá nặng của F-111 nên nó không bao giữ vai trò tiêm kích, thay vào đó nó trở thành máy bay ném bom chiến thuật. Ngược lại, MiG-23 lại có những thông số bay phù hợp để hạ gục máy bay địch trong những trận hỗn chiến trên không.
Không quân Hoa Kỳ cũng có một số lượng nhỏ MiG-23, nó được biết đến với cái tên YF-113G cho thử nghiệm đánh giá máy bay và đóng vai kẻ địch cho công tác huấn luyện các phi công từ năm 1977 đến năm 1988 trong một chương trình có mật danh "Constant Peg".

## Thế hệ đầu tiên của MiG-23

### Flogger-A

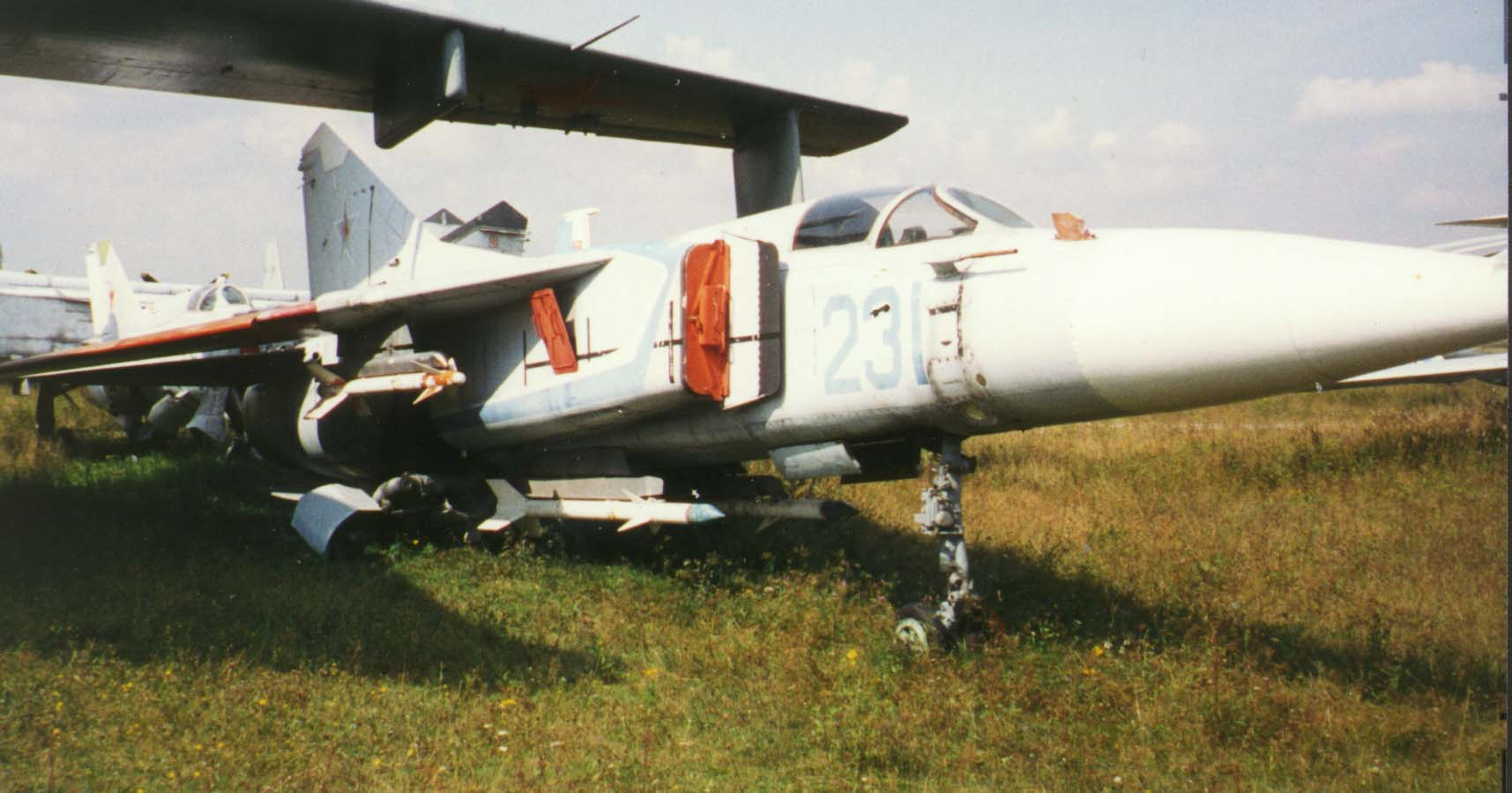
Nguyên mẫu MiG-23

- Ye-231 là nguyên mẫu đầu tiên được chế tạo cho thử nghiệm, và nó thiếu gờ răng cưa ở cánh, chi tiết này sau đó đã xuất hiện trên tất cả các kiểu MiG-23/MiG-27. Mẫu thử nghiệm này là cơ sở cho các mẫu máy bay MiG-23/MiG-27 và Sukhoi Su-24, nhưng Su-24 có những sửa đổi lớn từ kinh nghiệm của mẫu Ye-231 so với MiG-23/MiG-27.
- MiG-23 là mẫu tiền sản xuất, nó thiếu những giá treo vũ khí trên cánh, những giá treo này được thiết kế trên những phiên bản sản xuất sau này, nó được vũ trang bằng pháo 23 mm. Gờ răng cưa ở cánh đã xuất hiện trên mẫu này. Mẫu này đã thể hiện rõ ranh giới giữa MiG-23/MiG-27 và Su-24 so với mẫu đầu tiên Ye-231.

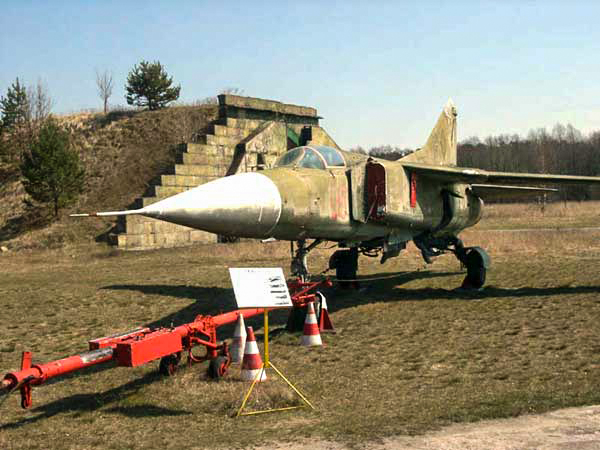
MiG-23S

- MiG-23S là biến thể đầu tiên được sản xuất. Có khoảng 60 chiếc được sản xuất giữa 1969-1970. Nó được sử dụng cho cả hai nhiệm vụ thử nhiệm bay và hoạt động. MiG-23S được lắp động cơ phản lực cải tiến R-27F2-300 với lực đẩy tối đa là 9980 kg, vì radar Sapfir-23 bị trì hoãn lắp đặt, nên máy bay được trang bị hệ thống điều khiển vũ khí S-21 với radar RP-22SM, về cơ bản hệ thống vũ khí giống MiG-21MF/bis. 2 pháo 23 mm GSh-23L với 200 viên đạn dưới thân máy bay. Nó chưa bao giờ được đưa vào chiến đấu do gặp một số vấn đề với hệ thống cánh.
- MiG-23SM  Là mẫu tiền sản xuất thứ 2, nó còn được biết đến với tên MiG-23 Type 1971. Nó có nhiều thay đổi lớn so với MiG-23S: có hệ thống vũ khí S-23 hoàn thiện, radar Sapfir-23L với tên lửa BVR Vympel R-23R (NATO: AA-7 'Apex'). Nó còn được gắn động cơ cải tiến R-27F2M-300 (sau này có tên R-29-300) với lực đấy tối đa lên tới 12.000 kg. Loại cánh sửa đổi "mẫu số 2" tăng thêm diện tích cánh và có gờ răng cưa lớn hơn. Phần cánh nhỏ phía trước cánh chính bị loại bỏ và góc quét tăng thêm 2.5 độ. Vị trí cánh có thể thay đổi 18.5°, 47.5° và 74.5°. Bộ phận đuôi giữa thăng bằng được di chuyển về sau, và thùng nhiên liệu phụ được thêm vào phần sau thân máy bay, nó còn có một mẫu biến thể 2 chỗ. Có khoảng 80 chiếc được chế tạo. Tất cả những mẫu sau đều chứng tỏ được sự tin cậy so với những biến thể trước, nhưng loại radar Sapfir lại tỏ ra chưa chín muồi.

### Flogger-B

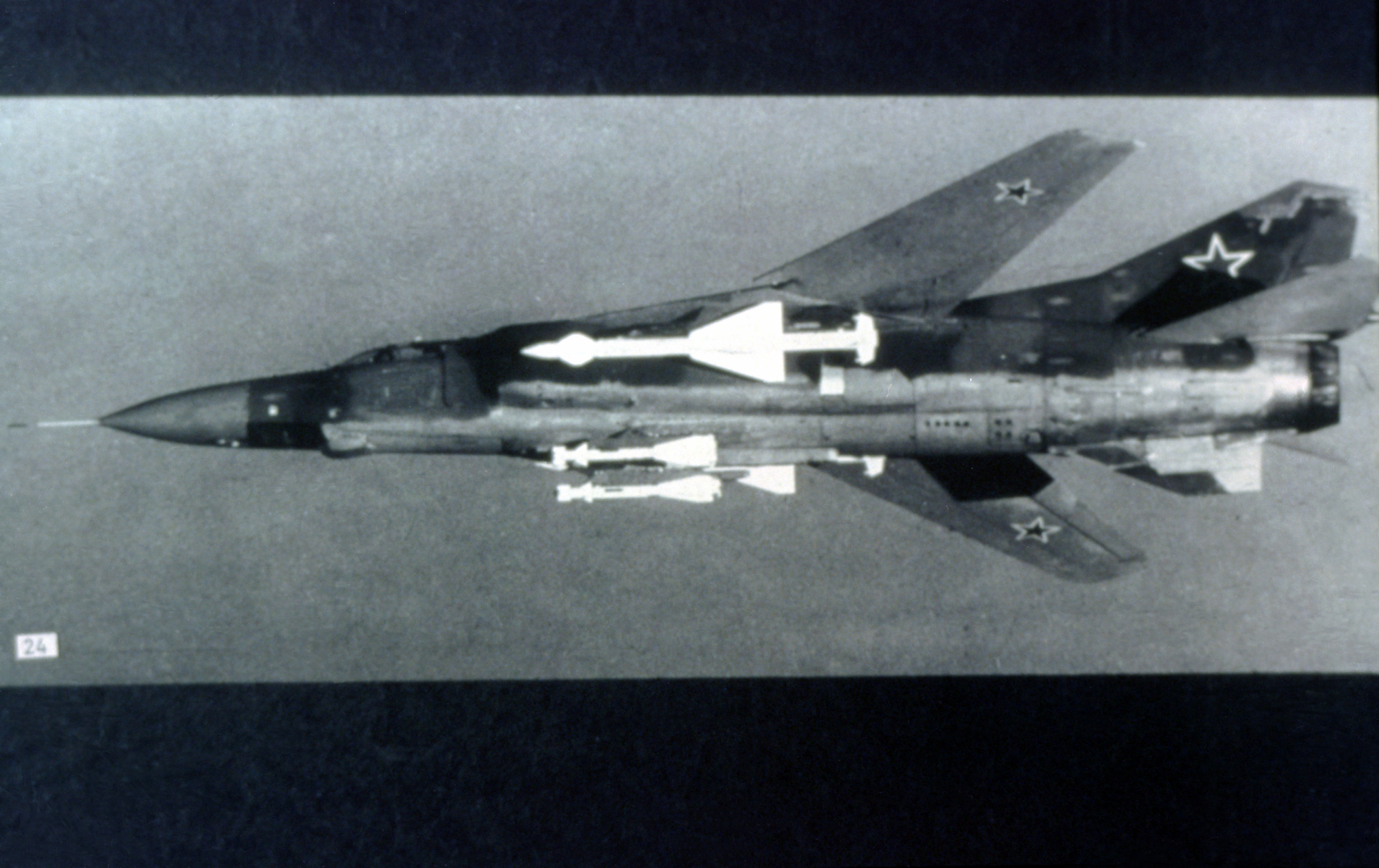
MiG-23M "Flogger-B" với tên lửa R-23 tầm trung và R-60 tầm ngắn.

- MiG-23M: biến thể này bay lần đầu vào tháng 6-1972. Nó là phiên bản đầu tiên được sản xuất với số lượng lớn của loại MiG-23, và là máy bay tiêm kích đầu tiên của Không quân Liên Xô có radar look-down/shoot-down (dù nó vẫn còn khả năng hạn chế). Cánh được làm nhẹ hơn nhưng vẫn chắc chắn. Động cơ R-29-300 (R-29A) đã được nâng cấp với lực đẩy là 12.500 kg. Phiên bản này cuối cùng cũng được sử dụng hệ thống cảm biến đồng bộ, hiện đại: radar cải tiến Sapfir-23D (NATO: 'High Lark'), một cảm biến hồng ngoại dò tìm theo dõi (IRST) TP-23 và một súng ngắm tự động ASP-23D. Radar "High Lark" có khả năng phát hiện mục tiêu từ khoảng cách 45 km. Radar 'High Lark' không hẳn là một radar xung-doppler đúng nghĩa, nhưng thay thế dùng kỹ thuật "tách sóng đường bao" hiệu quả kém, tương tự như radar trên một số máy bay của phương Tây vào thập niên 1960.
- MiG-23MF ("Flogger-B"): là phiên bản xuất khẩu của MiG-23M cho các nước thuộc khối hiệp ước Warszawa, nhưng nó cũng còn được bán cho cả những nước khác. Trên thực tế nó có 2 phiên bản. Phiên bản thứ nhất được bán cho các nước trong khối Warszawa, về bản chất nó giống với MiG-23M của Liên Xô, với một thay đổi nhỏ trong hệ thống phân biệt bạn - thù (IFF) và trang bị hệ thống truyền thông tin cao cấp hơn. Phiên bản thứ 2 được bán cho các nước ở ngoài khối hiệp ước Warszawa, phiên bản này có một sự khác biệt về hệ thống IFF, hệ thống liên lạc (vẫn truyền thông tin theo cách thông thường với hệ thống truyền dữ liệu kết nối), sử dụng radar cũ hơn, thiếu hệ thống đối phó điện tử (ECCM). MiG-23MF được ưa chuộng hơn phiên bản MiG-23MS và có một số lượng lớn được xuất khẩu, đặc biệt là ở Trung Đông.

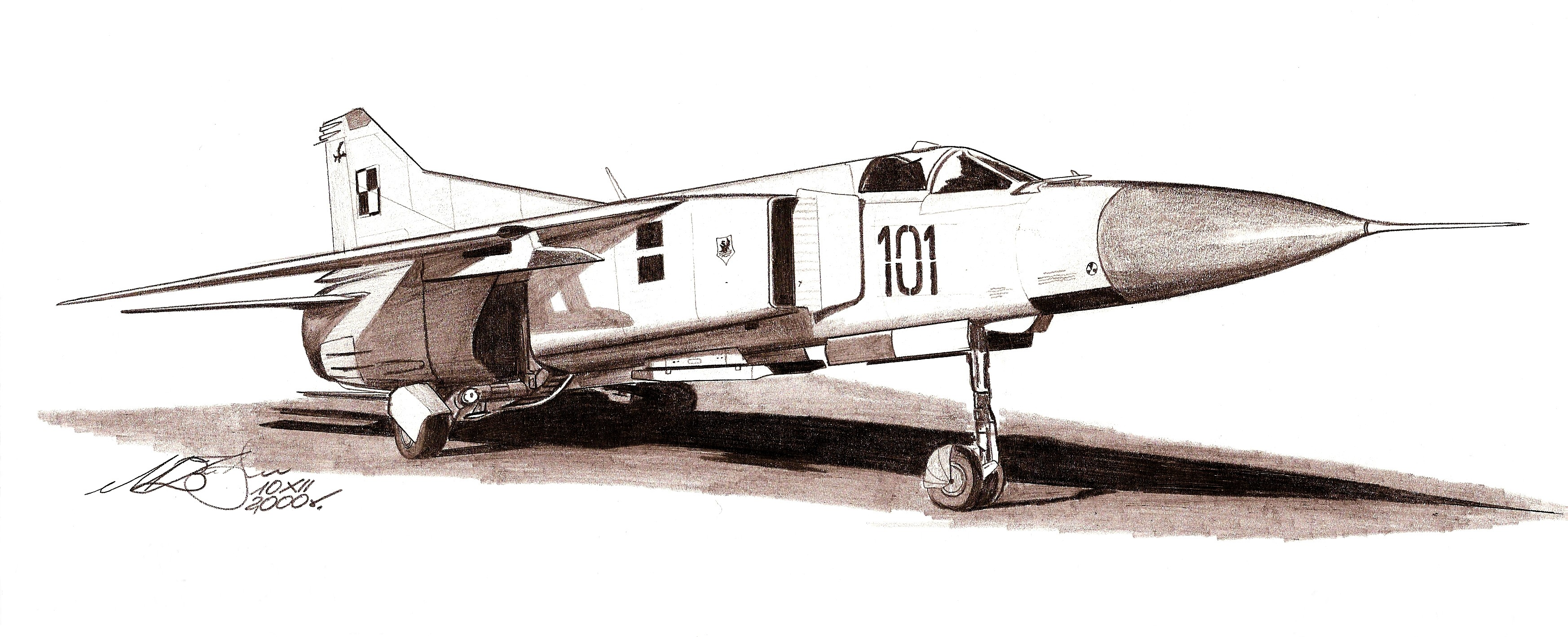
MiG-23MF

Hệ thống tia hồng ngoại có thể dò tìm mục tiêu trong khoảng 30 km để phát hiện máy bay ném bom, nhưng nó lại không nổi trội về phát hiện mục tiêu có kích thước của máy bay tiêm kích. Nó được trang bị hệ thống truyền dữ liệu Lasur-SMA. Trang bị vũ khí tiêu chuẩn gồm có 2 tên lửa dẫn đường bằng radar hoặc tia hồng ngoại Vympel R-23 BVR (NATO: AA-7 'Apex') và 2 tên lửa dẫn đường bằng hồng ngoại tầm ngắn Molniya R-60 (NATO: AA-8 'Aphid'). Sau năm 1974, thêm 2 giá lắp tên lửa R-60 được thêm vào, nâng tổng số tên lửa R-60 lên thành 4 quả. Bom, rocket và tên lửa được trang bị cho vai trò cường kích. Sau đó nó còn được cải tiến để thêm vào loại tên lửa không đối đất dẫn đường bằng sóng vô tuyến Zvezda Kh-23 (NATO: AS-7 'Kerry'). Nhiều chiếc MiG-23 của Liên Xô còn được cải tiến để có thể mang được vũ khí hạt nhân chiến thuật. Khoảng 1.300 chiếc MiG-23M và MiG-23MF đã được sản xuất cho Không quân Liên Xô và Quân chủng phòng không Liên Xô (PVO Strany) giữa những năm 1972-1978. Nó đóng vai trò là loại máy bay chiến đấu quan trọng trong giữa những năm 1970.

### Flogger-C
- MiG-23U là biến thể 2 chỗ dành cho huấn luyện. Nó là loại cải tiến từ MiG-23S, nhưng được làm dài buồng lái với một chỗ nữa cho phi công huấn luyện. Thùng xăng phía trước được thay thế để có thêm chỗ trong buồng lái, thay vào đó, một thùng xăng mới được gắn vào sau thân máy bay. MiG-23U có hệ thống vũ khí S-21, mặc dù radar vẫn là loại cũ. So với loại MiG-23M thì cánh và động cơ đều được cải tiến. Việc sản xuất bắt đầu ở Irkutsk năm 1971 và cuối cùng MiG-23U được cải tiến thành MiG-23UB.
- MiG-23UB: Nó rất giống với MiG-23U, nhưng động cơ R-29 đã thay thế R-27 của MiG-23U. Việc sản xuất diễn ra cho đến trước năm 1985 (cho phiên bản xuất khẩu). Tổng cộng có 769 chiếc được sản xuất, bao gồm cả những mẫu cải tiến từ MiG-23U.

### Flogger-E

MiG-23MS

- MiG-23MP: nó khá giống với MiG-23MS, nhưng chỉ sản xuất vài chiếc và không bao giờ xuất khẩu. Nó thực sự là khuôn mẫu của MiG-23MS ngoại trừ thêm vào chất điện môi trên giá treo vũ khí, nó liên kết với phiên bản cường kích làm cho sức mạnh của mẫu MiG-23MP tăng lên.
- MiG-23MS: nó là phiên bản xuất khẩu, nó được cải tiến từ loại MiG-23M để bán cho các nước thuộc thế giới thứ 3. Nó khác với MiG-23M về một số mặt, nhưng có hệ thống vũ khí tiêu chuẩn S-21, với một radar RP-22SM (NATO: 'Jay Bird'), và hệ thống IRST (tìm kiếm và theo dõi bằng tia hồng ngoại). Phiên bản này sử dụng tên lửa không đối không R-3S (NATO: AA-2a 'Atoll'), R-60 (NATO: AA-8 'Aphid') điều khiển bằng sóng vô tuyến và tên lửa R-3R (NATO: AA-2d 'Atoll') được dẫn đường từ radar mặt đất bán chủ động, MiG-23MS không có khả năng tấn công BVR (ngoài tầm nhìn). Hệ thống điện tử áp dụng trên máy bay rất cơ bản. Phiên bản này được sản xuất giữa những năm 1973-1978 và được xuất khẩu phần lớn đến Bắc Phi và Trung Đông.

## Thế hệ thứ hai của MiG-23

### Flogger-G

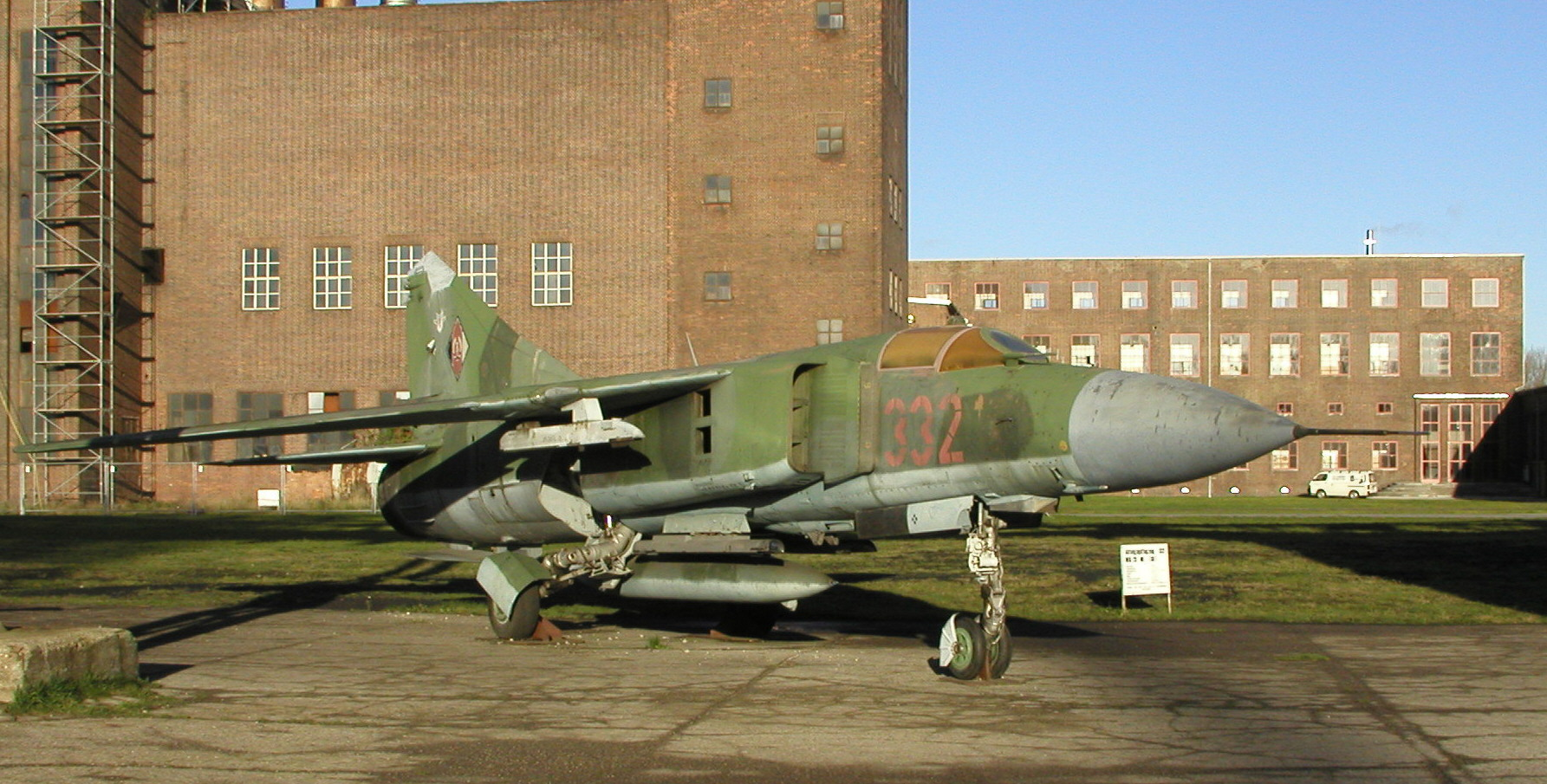
MiG-23ML

- MiG-23P: Đây là một phiên bản chuyên không chiến đánh chặn được phát triển cho PVO Strany. Nó có khung và động cơ giống với MiG-23ML, nhưng bộ phận thăng bằng được làm ngắn bớt so với những phiên bản khác. Hệ thống điện tử đồng bộ được cải tiến nhằm đáp ứng những đòi hỏi của PVO và thực hiện nhiệm vụ. Radar là loại cải tiến Sapfir-23P, nó có thể sử dụng kết hợp với hệ thống súng tự động ngắm trên máy bay để có khả năng look-down/shoot-down tốt nhất trong các cuộc không chiến khi mà sự đe dọa ngày càng tăng từ các loại vũ khí bay thấp như các loại tên lửa hành trình hiện đại. Hệ thống IRST không được gắn vào phiên bản này. Hệ thống lái tự động bao gồm cả một loại máy tính điện tử mới, được kết nối với hệ thống truyền dữ liệu Lasur-M. Nó còn được nhận được thông tin từ những trạm điều khiển mặt đất để đánh chặn mục tiêu một cách nhanh nhất; mọi phi công có thể điều khiển dễ dàng động cơ và vũ khí. MiG-23P là máy bay đánh chặn với số lượng lớn phục vụ trong PVO những năm 1980. Khoảng 500 chiếc đã được sản xuất giữa những năm 1978-1981. MiG-23P không được xuất khẩu, và chỉ hoạt động trong biên chế của PVO.
- MiG-23bis: Nó giống với MiG-23P nhưng hệ thống IRST đã được sử dụng trên phiên bản này và màn hình hiển thị radar cồng kềnh đã được loại bỏ, vì mọi thông tin cung cấp được hiển thị trên màn hình trước mặt phi công (HUD).
- MiG-23ML: Đây là phiên bản Flogger đầu tiên có ý định sử dụng tên lửa tấn công tốc độ cao. Phiên bản sản xuất đầu tiên có hiện tượng rạn nứt dưới giá treo vũ khí. Khả năng thao diễn của phiên bản này cũng bị chỉ trích. Kết quả lớn nhất từ loại MiG-23ML (L là viết tắt của ''Lyogkiy - Лёгкиы'' nghĩa là ''trọng lượng nhẹ'') là khung máy bay đã được hoàn thiện, và nó là cơ sở của những loại máy bay mới sau này. Trọng lượng rỗng của máy bay giảm xuống 1250 kg, vì bỏ bớt đi thùng nhiên liệu phụ trong thân máy bay. Thiết bị hạ cánh được thiết kế lại. Khung máy bay chịu được gia tốc trọng trường tối đa là 8.5 g, so với 8 g của phiên bản MiG-23M/MF 'Flogger-B'. Động cơ mới R-35F-300 cung cấp lực đẩy là 8550 kg và 13.000 kg với nhiên liệu phụ. Hệ thống điện tử cải tiến đã góp phần nâng cao hiệu suất của máy bay. Hệ thống tiêu chuẩn S-23ML gồm cả radar Sapfir-23ML và hệ thống TP-23ML IRST. Radar mới đáng tin cậy và nó có thể dò tìm mục tiêu trong phạm vi 65 km. Radio mới và hệ thống đường truyền dữ liệu mới được lắp đặt. Phiên bản này bay lần đầu vào năm 1976 và bắt đầu sản xuất năm 1978.
- MiG-23MLA: Đây là biến thể được sản xuất sau của dòng "ML" được ký hiệu là "MLA". Về dáng vẻ bên ngoài thì MLA giống hệt ML. Bên trong, MLA được gắn hệ thống radar đối phó điện tử ECM, nó vừa có thể thăm dò mặt đất và gây nhiễu đối với rada của đối phương. Nó có hệ thống hiển thị ngắm bắn mới ASP-17ML HUD, và tên lửa cải tiến Vympel R-24R/T. Giữa những năm 1978-1982, khoảng 1100 chiếc ML/MLA đã được sản xuất cho Không quân Liên Xô và xuất khẩu. MiG-23MF nó có sự khác biệt với phiên bản MiG-23ML để xuất khẩu: MiG-23MF được xuất khẩu cho những nước trong khối Hiệp ước Warsaw, còn MiG-23ML sử dụng radar phiên bản cũ để xuất khẩu cho những nước đồng minh của Liên Xô thuộc thế giới thứ 3.

### Flogger-K

MiG-23MLD

- MiG-23MLD: Đây là phiên bản tiêm kích cuối cùng của MiG-23. Điểm chính trong việc nâng cấp là cải thiện khả năng cơ động và độ linh hoạt, đặc biệt là khả năng tấn công với góc tấn lớn (AoA). Hệ thống lái được cải thiện tăng khả năng điều khiển và an toàn hơn trong tấn công với tốc độ cao. Sự cải tiến quan trọng nhất là hệ thống điện tử được lắp đặt trên máy bay: Sapfir-23MLA-II có những thay đổi vượt bậc trong phát hiện, bắn hạ và chiến đấu trong khoảng không hẹp. Radar cảnh báo từ xa SPO-15L, hệ thống gây nhiễu bằng các mảnh kim loại và bắn pháo hiệu được lắp đặt. Đặc biệt là loại tên lửa tầm ngắn mới và hiệu quả Vympel R-73 (NATO: AA-11 'Archer') đã được trang bị. Không có một chiếc "MLD" nào được cung cấp cho VVS, vì đã có loại máy bay hiện đại hơn là MiG-29 bắt đầu được sản xuất. Thay vì sản xuất loại MiG-23MLD, thì những chiếc thuộc các phiên bản ML/MLA đã được nâng cấp lên chuẩn MLD. Khoảng 560 chiếc đã được nâng cấp giữa những năm 1982 - 1985. Cũng giống như những phiên bản ban đầu của MiG-23, 2 phiên bản xuất khẩu riêng đã được giới thiệu. Không giống như kiểu của Liên Xô, chúng là những máy bay được chế tạo mới, dù hình dáng khí động học không được cải tiến như những chiếc 'MLD' của Liên Xô; 16 chiếc đã được giao cho Bulgaria, 50 chiếc cho Syria. Đây là những chiếc tiêm kích MiG-23 một chỗ cuối cùng được chế tạo và là mẫu cuối cùng được sản xuất trước khi dây chuyền sản xuất đóng cửa vào tháng 12/1984.

## Phiên bảncường kích

### Flogger-F
- MiG-23B: Một đòi hỏi về một loại máy bay vừa có thể làm nhiệm vụ tiêm kích vừa có thể ném bom đã được đưa ra vào cuối những năm 1960, MiG-23 ra đời đã được lựa chọn là mẫu thích hợp nhất để tiến hành thử nghiệm đòi hỏi trên. Mẫu đầu tiên của dự án có ký hiệu là "32-34", nó bay thử lần đầu tiên vào ngày 20 tháng 8-1970. MiG-23B đã được thiết kế lại phần khung máy bay phía trước, nhưng nó lại có những bộ phận khác giống với MiG-23S. Ghế ngồi của phi công được cải tiến để tăng tầm nhìn, kính chắn được thay bằng loại kính chống đạn. Phần mũi được làm nhọn và có hình nón. Phiên bản này không có radar, thay vào đó là hệ thống ngắm bắn tấn công mặt đất Sokol-23, nó tương tự như một máy tính vật lý, hệ thống đo khoảng cách bằng tia laser và bom định hướng PBK-3. Hệ thống lái đồng bộ và lái tự động đã được cải tiến nhằm tăng khẳ năng chính xác khi thả bom. Phiên bản này giữ lại pháo GSh-23L, và giá treo vũ khí tăng thêm tối đa trọng tải 3000 kg. Khả năng sống sót được bảo đảm bằng việc cải tiến với hệ thống tác chiến điện tử và khí trơ trong thùng nhiên liệu nhằm ngăn ngừa cháy nổ. Nguyên mẫu đầu tiên có kiểu cánh của MiG-23S, nhưng đến những mẫu sau thì được lắp loại cánh lớn hơn có tên "Type 2". Quan trọng nhất là động cơ phản lực AL-21F-3 với lực đẩy cực đại lên tới 11.500 kg thay thế cho phiên bản động cơ R-29. Việc sản xuất phiên bản này được giới hạn, do động cơ AL-21 được ưu tiên cung cấp cho sản xuất Sukhoi Su-17 và Sukhoi Su-24. Ngoài ra, động cơ này không được xuất khẩu vào thời điểm đó. Chỉ có 3 mẫu MiG-23B và 24 chiếc được sản xuất trong năm 1971-1972.

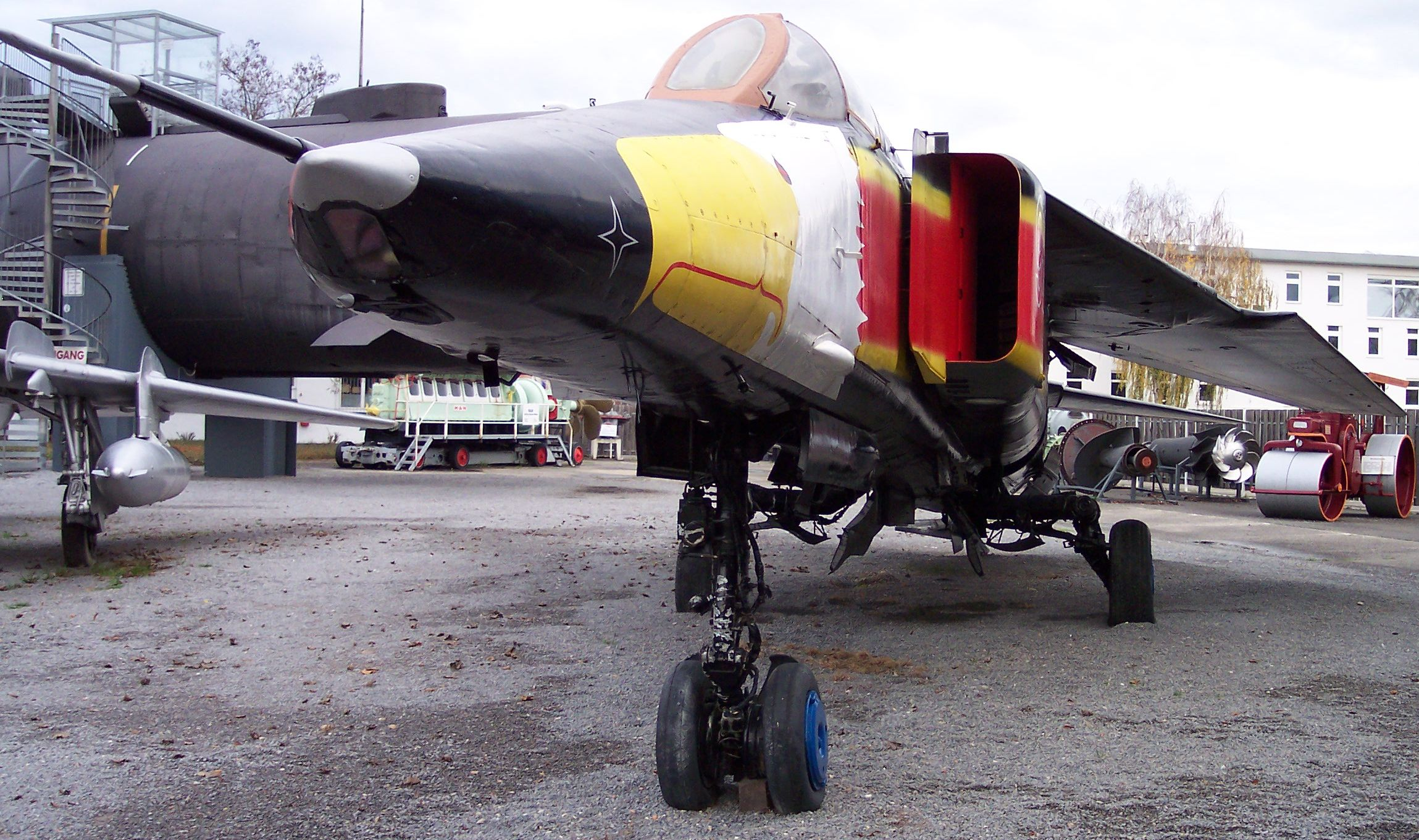
MiG-23BN

- MiG-23BN: đây là phiên bản cuối cùng trong biến thể tiêm kích-bom. Nó khá giống với MiG-23B, nhưng sử dụng động cơ R-29-300 giống với những phiên bản tiêm kích Flogger khác. Nó được lắp mẫu cánh "Type 3". Nó cũng có một số thay đổi nhỏ không quan trọng trong hệ thống điện tử và vũ khí trang bị, và một số thay đổi là làm tăng thời gian bay lâu hơn. Phiên bản này đã tỏ ra ưu việt và khá phổ biến, nó được xuất khẩu rộng rãi. Như thường lệ, phiên bản yếu hơn cũng được chế tạo để bán cho các khách hàng ở Thế giới thứ ba. Việc sản xuất bắt đầu vào năm 1973 cho đến năm 1985, với 624 chiếc đã được chế tạo. Phần lớn trong đó được xuất khẩu, chỉ một số ít được phục vụ trong Không quân Liên Xô.

### Flogger-H
- MiG-23BK: phiên bản này giống với MiG-23BN. Nó chỉ được xuất khẩu cho các nước trong khối Warszawa. Phiên bản này được lắp radar cảnh báo từ xa, hệ thống lái PrNK-23 và tấn công.
- MiG-23BM: đây là MiG-23BK cải tiến, với hệ thống PrNK-23M thay thế cho PrNK-23, và hệ thống máy tính digital thay thế cho máy tính analog.
- MiG-23BM thí nghiệm: phiên bản này tập hợp toàn bộ những ưu việt của những phiên bản trước cho một chiếc máy bay tấn công. Sau đó nó được thiết kế lại và thiết kế cuối cùng có tên gọi Mikoyan MiG-27 (NATO: 'Flogger-D') nó được coi là một loại máy bay tách riêng khi đi vào hoạt động. MiG-23BM thí nghiệm được coi là người tiền nhiệm của MiG-27. Nó không giống với mẫu MiG-23BM và những phiên bản MiG-23 khác.

## Các phiên bản trong đề án và nâng cấp

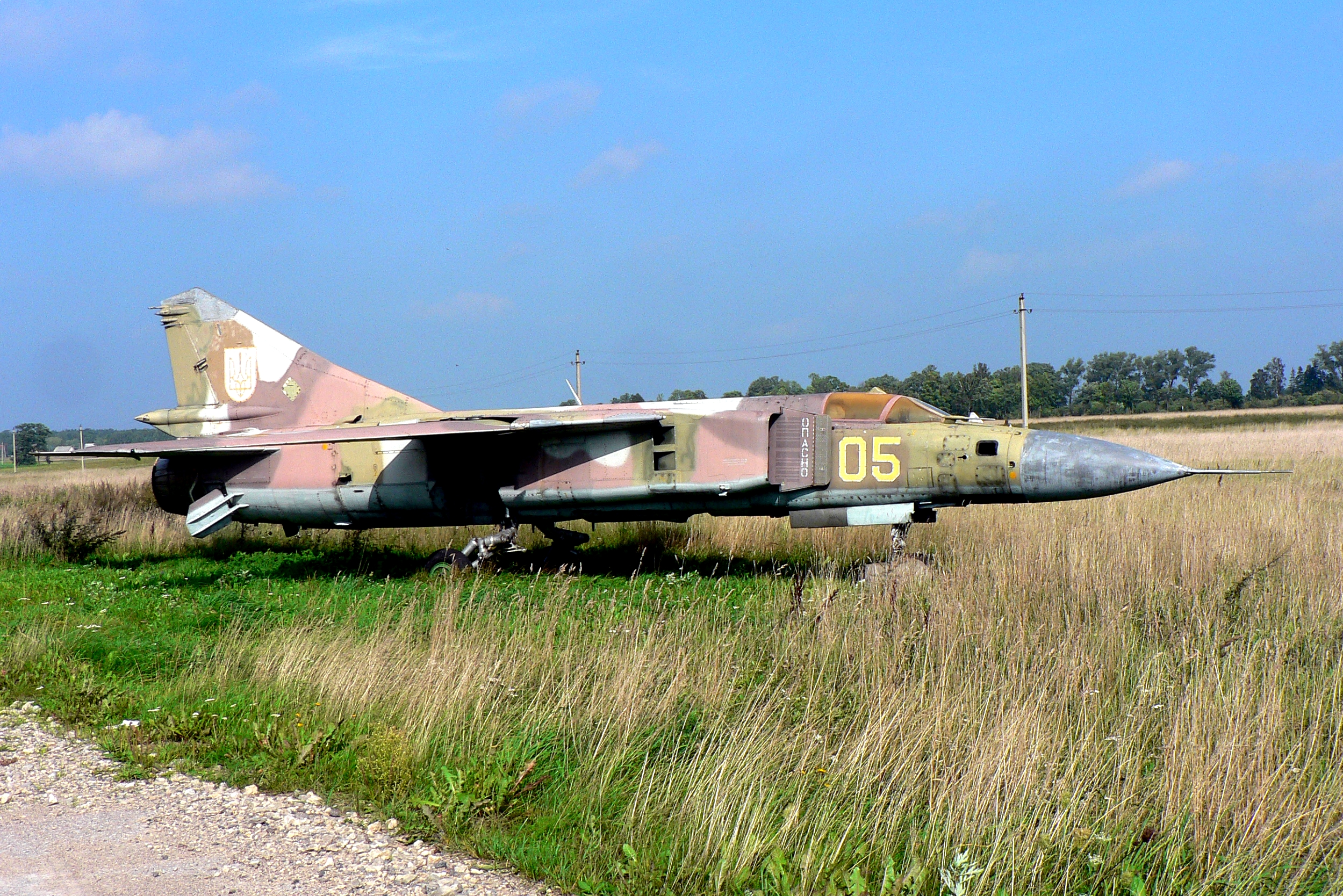
MiG-23 Không quân Ukraina

- MiG-23R là một phiên bản trinh sát trong đề án; nhưng nó không bao giờ được hoàn thành.
- MiG-23MLGD, MLG và MLS là những phiên bản chiến đấu cải tiến cao cấp hơn với radar và hệ thống tác chiến điện tử mới, đến chừng mực nào đó thì những phiên bản này khá giống với MiG-29. Chúng bị lãng quên khi người ta dành sự ưu tiên cho chương trình MiG-29.
- MiG-23K là một phiên bản cho tàu sân bay được cải tiến từ MiG-23ML.
- MiG-23A là phiên bản đa chức năng phát triển từ MiG-23K. Đã có kế hoạch phát triển MiG-23A thành 3 biến thể khác nhau: MiG-23AI, MiG-23AB và MiG-23AR. MiG-23AI là máy bay chiến đấu, MiG-23AB là biến thể tấn công và MiG-23AR là biến thể trinh sát. Tuy nhiên, chúng đã không được hoàn thành do những phiên bản MiG-23K và MiG-23A đã bị hủy bỏ.

Ngoài ra còn có phiên bản MiG-23 khác là MiG-23MLK, phiên bản này định sử dụng 2 động cơ mới R-33 hay 1 động cơ R-100, và MiG-23MD về cơ bản là MiG-23M với hệ thống radar Saphir-23MLA-II. MiG-23ML-1 là một phiên bản khác với những lựa chọn khác nhau về động cơ; nó được chọn sử dụng một động cơ là loại R-100 hoặc R-69F, nếu dùng 2 động cơ thì sẽ sử dụng 2 động cơ loại R-33. Nó có kế hoạch trang bị loại tên lửa không đối không mới loại R-146.
Vào cuối những năm 1990, Cục thiết kế Mikoyan, tiếp theo sau sự thành công của phiên bản cải tiến MiG-21, đã đưa ra phiên bản cải tiến MiG-23-98 được đánh giá khá thành công với một radar mới, hệ thống phòng thủ đồng bộ, hệ thống điện tử mới, cải tiến buồng lái, hệ thống ngắm bắn mới, và nâng cấp để MiG-23 có thể mang được tên lửa đời mới Vympel R-27 (NATO: AA-10 'Alamo') và Vympel R-77 (NATO: AA-12 'Adder'). Giá thành mỗi chiếc được nâng cấp khoảng 1 triệu USD. Sau đó có thêm một số cải tiến nữa được đưa ra là cải tiến loại radar hiện đang trang bị là Sapfir-23 để có thể kết hợp với những loại tên lửa mới và hệ thống điện tử. Khung máy bay cũng được gia cố kéo dài tuổi thọ.

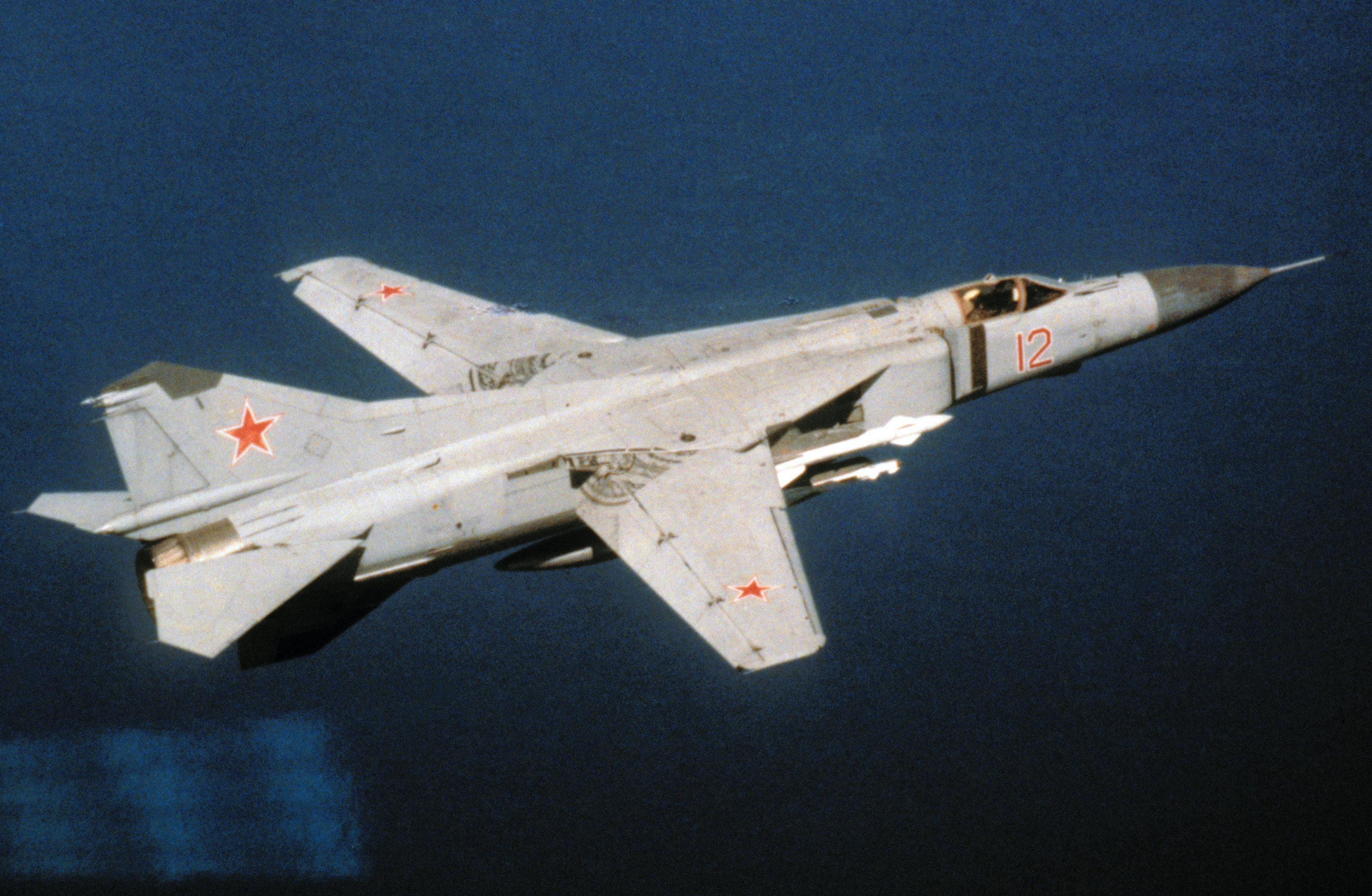
MiG-23M Không quân Liên Xô

Nhưng sau đó những cải tiến này chỉ giành được sự chú ý từ một số nước. Năm 2005, Angola đã cải tiến radar Saphir trên những chiếc MiG-23ML; radar cải tiến cho phép những chiếc MiG-23 của Angola có thể sử dụng những loại vũ khí không đối không và không đối đất mới. Loại radar cải tiến này trông khá giống với radar cải tiến trên phiên bản MiG-23-98-2. Năm 2006, Ấn Độ đã chọn động cơ AL-21 để thay thế cho động cơ R-29B-300 cho những chiếc MiG-23BN và MiG-27 thuộc các phi đội của không quân Ấn Độ. Loại động cơ mới này là một cải tiến gần đây cho MiG-23 của Lyulka.
Tổng cộng có 5.047 chiếc MiG-23 được sản xuất bao gồm phiên bản tiêm kích, cường kích và huấn luyện (không kể đến MiG-27), trong đó có 3.630 chiếc là phiên bản tiêm kích.
MiG-23 và Mikoyan-Gurevich MiG-25 là những máy bay phản lực đầu tiên thử nghiệm hệ thống cảnh báo trong buồng lái, hệ thống này sử dụng giọng nói của phụ nữ thu âm sẵn trong bộ nhớ, nó thông báo cho phi công biết các tham số chuyến bay. Giọng của phụ nữ được chọn có đặc trưng là trong và dễ phân biệt giữa sự truyền đạt thông tin từ mặt đất và từ các máy bay khác trong hệ thống truyền tin, từ lâu giọng nam đã được lựa chọn để truyền thông tin từ mặt đất trong Không quân Liên Xô. Sau này những máy bay của phương Tây cũng áp dụng hệ thống này, và nó trở thành hệ thống cảnh báo tiêu chuẩn cho các máy bay phản lực trên toàn thế giới.

### Giá thành
MiG-23 có một thuận lợi để xuất khẩu là có giá thành khá rẻ vào những năm 1980. Ví dụ, MiG-23MS có giá khoảng 3.6 - 6.6 triệu USD phụ thuộc vào khách hàng. Trong khi đó một chiếc F-16 Fighting Falcon cùng thời điểm đó có giá 14 triệu USD, và đối thủ cạnh tranh chính của MiG-23 từ phương Tây là Kfir C2 có giá là 4.5 triệu USD.

### Vũ khí

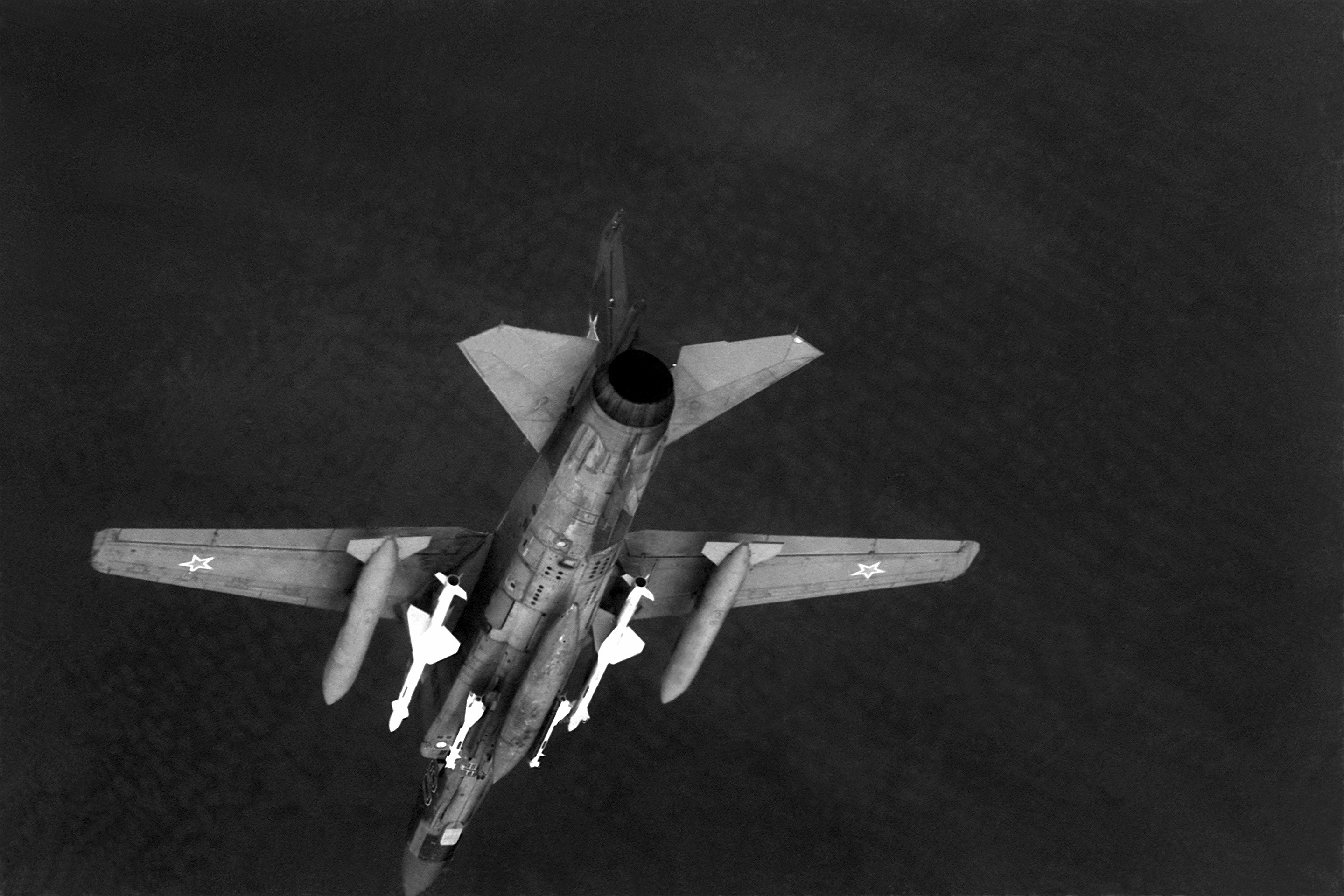
Các loại vũ khi trang bị trên MiG-23

Vũ khí của MiG-23 phát triển theo các phiên bản mới được triển khai và hệ thống điện tử hàng không được nâng cấp. Những phiên bản ban đầu, được trang bị với hệ thống điều khiển hỏa lực của MiG-21, hệ thống hạn chế không sử dụng những phiên bản mới của tên lửa R-3 (NATO: AA-2 'Atoll'). R-60 (NATO: AA-8 'Aphid') thay thế R-3 trong thập niên 1970, và từ phiên bản MiG-23M, tên lửa ngoài tầm nhìn R-23/R-24 (NATO: AA-7 'Apex') đã được trang bị. Những chiếc Flogger thế hệ thứ 3 có khả năng bắn tên lửa R-73 (NATO: AA-11 'Archer') khi loại tên lửa này được trang bị, nhưng tên lửa không được xuất khẩu cho đến khi MiG-29 cũng được xuất khẩu. Hệ thống hiển thị trên mũ phi công kết hợp với R-73 được trang bị trên các phiên bản phụ thử nghiệm là MiG-23MLD/MLDG, đây là những phiên bản chưa bao giờ được sản xuất như đã lên kế hoạch trước đó. Lý do là phiên bản phụ MiG-23MLD đã mất sự ưu tiên so với chương trình MiG-29 lúc đó, và phòng thiết kế Mikoyan quyết định tập trung mọi nỗ lực của mình vào chương trình MiG-29 và tạm ngừng những công việc xa hơn trên loại MiG-23. Tuy vậy, hệ thống hiển thị trên mũ phi công hiện nay là một phần trong chương trình nâng cấp MiG-23-98. Các báo cáo về MiG-23MLD có khả năng bắn tên lửa AA-10 'Alamo' (R-27) ngoài những kiểm tra thử nghiệm bắn của nó; tuy nhiên, có vẻ chỉ có những chiếc MiG-23-98 của Angola có khả năng làm việc đó. Một chiếc MiG-23 được sử dụng để kiểm tra và bắn các loại tên lửa không đối không AA-10, AA-11 và AA-12 (R-77) trong khi diễn ra những cuộc thử nghiệm vũ khí và bay đầu tiên. Vũ khi tấn công mặt đất bao gồm rocket 57 mm, bom công dụng chung có trọng lượng lên tới 500 kg, súng, và tên lửa dẫn hướng bằng sóng vô tuyến Kh-23 (NATO: AS-7 'Kerry'). Ngoài ra 4 thùng nhiên liệu phụ cũng được mang thêm.

## Lịch sử hoạt động
Những sử gia hàng không của phương Tây và Nga thường bất đồng về hồ sơ chiến đấu của MiG-23, một phần vì sự thiên vị vì lợi ích của ngành công nghiệp máy bay của mỗi quốc gia. Họ thông thường cũng chấp nhận những tuyên bố đi cùng với những tầm nhìn chính trị tương ứng của chính phủ nước họ, thông thường nhiều báo cáo trái ngược, mẫu thuẫn được viết ra và được cấp nhận bởi những sử gia của từng quốc gia. Có các bằng chứng bằng hình ảnh đã được xuất bản chứng minh MiG-23 có cả những chiến thắng hoặc thất bại trong không chiến. 

MiG-23 trưng bày ở Nga

MiG-23 được xuất khẩu từ đầu năm 1974, Ai Cập là quốc gia thứ hai sau Syria nhận được loại máy bay chiến đấu này vào cuối năm 1974. Điều bất ngờ là chỉ ít lâu sau, Chính phủ Ai Cập của Tổng thống Anwar Al-Sadat đã quay sang ủng hộ phương Tây và đồng ý cung cấp MiG-23 cho Không quân Mỹ để họ nghiên cứu loại chiến đấu cơ này. Kết quả là Mỹ đã nắm khá rõ tính năng của loại tiêm kích này, khiến các nước sử dụng MiG-23 (như Syria, Iraq) gặp rất nhiều bất lợi khi không chiến với máy bay Mỹ - Israel vào thập niên 1980 - 1990
Những chiếc MiG-23MLD của Liên Xô và F-16 của Pakistan đã xung đột một vài lần trong cuộc chiến của Liên Xô ở Afghanistan, 1 chiếc F-16 đã bị hạ ngày 29/4/1987 bởi MiG-23MLD. Nhưng Pakistan lại nhất quyết cho rằng chiếc F-16 bị bắn nhầm bởi chính những chiếc F-16 cùng phi đội. Một năm sau, MiG-23MLD của Liên Xô dùng tên lửa R-24 (NATO: AA-7 'Apex') đã hạ 2 chiếc AH-1J Cobra của Iran khi xâm nhập vào không phận của Afghanistan. Vào ngày 21 tháng 6-1978, một chiếc MiG-23M của Lực lượng Phòng không Liên Xô do đại úy phi công V. Shkinder điều khiển đã bắn hạ 2 chiếc trực thăng CH-47 Chinook của Iran xâm phạm vào không phận Liên Xô, 1 chiếc bị hạ bởi 2 tên lửa tầm ngắn R-60 và chiếc khác bị pháo GSh-23L trên MiG-23 bắn hạ.
Năm 1971, Việt Nam từng đề nghị Liên Xô viện trợ 1 trung đoàn tiêm kích MiG-23, 1 trung đoàn cường kích Su-7 để nâng cao năng lực tác chiến của không quân. Tuy nhiên Liên Xô từ chối và chỉ viện trợ tiêm kích hạng nhẹ MiG-21MF.
2 chiếc MiG-23MS của Libya đã bị bắn hạ bởi những chiếc F-14 Tomcat trong sự kiện Vịnh Sidra năm 1989.

### Phục vụ tạiSyria
Chiếc MiG-23 đầu tiên được nhìn thấy trong không chiến là MiG-23MS, một phiên bản xuất khẩu cho Không quân Syria với nhiều tính năng bị cắt giảm. MiG-23MS thiếu những hệ thống cơ bản như radar cảnh báo. Ngoài ra, khi so sánh với MiG-21, loại máy bay này có máy móc phức tạp và đắt hơn. Những phiên bản xuất khẩu đầu cũng bị Liên Xô cắt bỏ nhiều "kiểu dự đoán chiến tranh" trong những radar của mình, khiến máy bay dễ bị tổn thương khi phòng chống với hệ thống đối phó điện tử (ECM), mà Israel lại đặc biệt thành thạo.
Vào ngày 19 tháng 4 năm 1974, sau gần 100 ngày giao tranh dọc theo Cao nguyên Golan, Cơ trưởng al-Masry, lái chiếc MiG-23MS trong một nhiệm vụ thử nghiệm vũ khí, phát hiện một nhóm F-4E của Israel và bắn hạ 2 chiếc sau khi bắn ba quả tên lửa. Anh ta chuẩn bị tấn công một chiếc F-4 khác bằng pháo GSh-23, nhưng đã bị bắn hạ bởi hỏa lực từ một khẩu đội tên lửa phòng không Syria bắn nhầm. Do thành công này, thêm 24 máy bay đánh chặn MiG-23MS, cũng như một số biến thể cường kích tương tự như MiG-23BN, đã được chuyển giao cho Syria trong năm tiếp theo. Năm 1978 bắt đầu giao hàng MiG-23MF và hai phi đội đã được trang bị phiên bản này.
Ngày 26 tháng 4 năm 1981, Syria tuyên bố rằng hai chiếc A-4 Skyhawk của Israel khi tấn công một doanh trại ở Sidon đã bị bắn hạ bởi hai chiếc MiG-23MS. Tuy nhiên, Israel không xác nhận bất kỳ tổn thất máy bay nào trong trận này.
Israel tuyên bố trong giai đoạn 1982-1985, không máy bay nào của Israel bị mất do bị máy bay đối phương bắn hạ. Israel chỉ công nhận có 1 máy bay không người lái BQM-34 Firebee bị MiG-23MF của Syria bắn rơi vào ngày 6 tháng 6 năm 1982, và 5 máy bay khác bị tên lửa SAM của Syria bắn hạ. Những tuyên bố của Israel (phần lớn do các sử gia phương Tây sử dụng) nói rằng trong thời kỳ khốc liệt của cuộc chiến từ 6 tháng 6 đến 11 năm 1982 trong cuộc chiến Liban, 85 máy bay của Syria đã bị họ bắn hạ trong không chiến, ít nhất 30 chiếc trong số đó là MiG-23, nhưng chủ yếu là phiên bản cường kích MiG-23BN, phiên bản này không được thiết kế cho không chiến. Những báo cáo này tất nhiên có cả tuyên truyền của Israel, chúng không được Syria cũng như Liên Xô và các sử gia ngoài phương Tây xác nhận.
Israel cũng tuyên bố những chiếc F-15 của họ đã bắn hạ 2 chiếc MiG-23ML của Syria vào năm 1985, nhưng phía Syria không công nhận.

MiG-23MS sơn màu của Không quân Syria

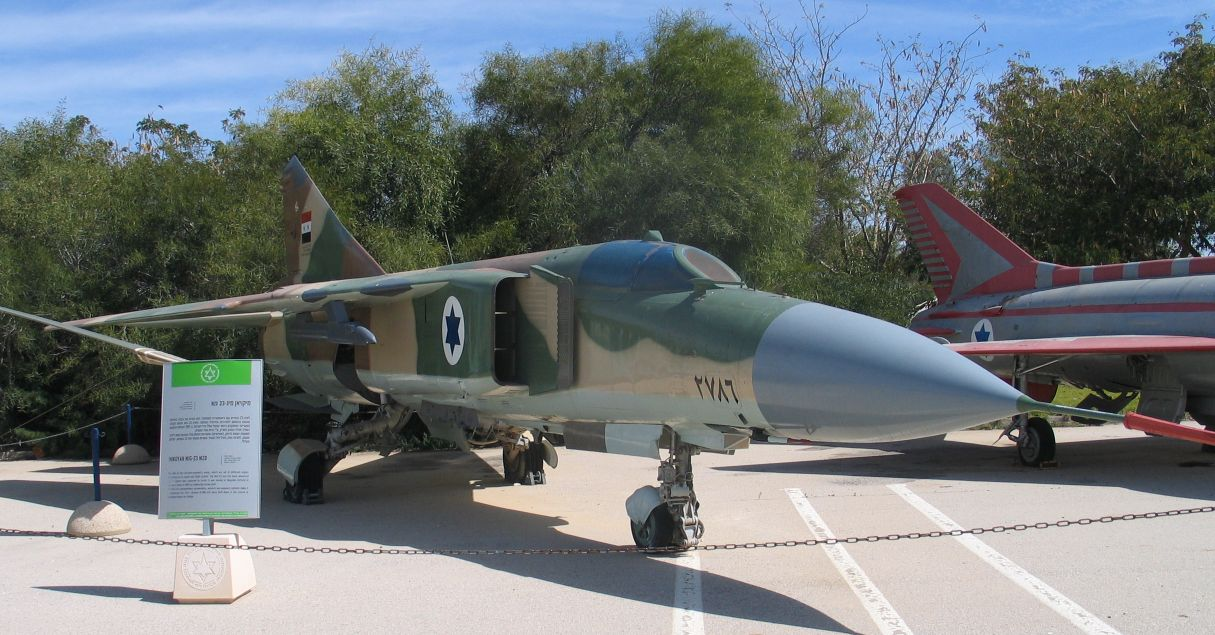
MiG-23 trưng bày tại Israel

Theo các sử gia Liên Xô/Nga, ngày 11 tháng 6 năm 1982, 2 phi công Syria lái 2 chiếc MiG-23MS tên là Heyrat và Zabi đã bắn hạ 1 chiếc F-4 Phantom II của Israel bằng 2 tên lửa Vympel K-13 (NATO: AA-2 'Atoll').
Theo những nguồn tin của Liên Xô/Nga, thì Israel đã tuyên bố phóng đại thành tích và che giấu thiệt hại của họ. Thực tế Syria chỉ mất 6 chiếc MiG-23MF, 4 chiếc MiG-23MS, và 14 chiếc MiG-23BN phiên bản cường kích trong suốt cuộc chiến tháng 6 tại Thung lũng Bekaa. Cũng trong thời gian đó thì những chiếc MiG-23 của Syria đã hạ ít nhất là 5 chiếc F-16 Fighting Falcon, 2 chiếc F-4E và 1 chiếc máy bay trinh sát không người lái BQM-34 Firebee.
Vào ngày 7 tháng 6-1982, 3 chiếc MiG-23MF (phi công lái là Hallyak, Said, và Merza) tấn công một nhóm F-16. Đại úy Merza đã phát hiện ra những chiếc F-16 ở khoảng cách 25 km và đã bắn rơi 2 chiếc F-16 với tên lửa R-23 (AA-7 'Apex') (một chiếc ở cách 9 km, chiếc còn lại trong khoảng 8 km) trước khi bị bắn hạ. Ngày 8 tháng 6-1982, 2 chiếc MiG-23MF khác lại gặp một nhóm F-16. MiG-23 đã phát hiện ra 1 chiếc F-16 từ 21 km và bắn hạ nó bằng tên lửa R-23 từ khoảng cách 7 km. Và phi công Syria lại bị bắn hạ bằng tên lửa AIM-9 Sidewinder từ chiếc F-16 khác. Ngày 9 tháng 6-1982, 2 chiếc MiG-23 phi công lái là Dib và Said, tấn công một nhóm F-16. Dib đã bắn hạ một chiếc F-16 từ cự ly 6 km bằng tên lửa R-23, nhưng sau đó cũng bị bắn hạ bằng tên lửa Sidewinder.
Những nguồn tin không được kiểm chứng từ Liên Xô/Nga cho biết 3 chiếc F-15 và 1 chiếc F-4 bị bắn hạ trong tháng 10-1983 bằng những chiếc MiG-23ML mới và không chiếc MiG-23 nào bị bắn hạ Nhưng những học giả phương Tây phủ nhận tin này và cho rằng đã có 2 chiếc MiG-23ML bị F-15 của Israel bắn hạ.
Vào cuối tháng 4 năm 2002, MiG-23ML của Syria đã bắn hạ một chiếc UAV BQM-34 Firebee của Israel bằng một tên lửa không đối không gần As-Suwayda.
Vào ngày 23 tháng 3 năm 2014, một chiếc MiG-23 của Syria khi đang thực hiện ném bom ở khu vực lân cận thị trấn Kessab của Syria thì đã bị bắn hạ bởi tên lửa AIM-9 Sidewinder phóng từ một chiếc F-16 của Thổ Nhĩ Kỳ. Thổ Nhĩ Kỳ tuyên bố chiếc MiG-23 đã vi phạm không phận Thổ Nhĩ Kỳ và nó đã bị bắn rơi sau một số cảnh báo vô tuyến.
Vào ngày 15 tháng 6 năm 2017, một chiếc UAV Selex ES Falco của Jordan đã bị một chiếc MiG-23MLD của Syria bắn hạ ở khu vực lân cận thị trấn Derra của Syria. Vào ngày 16 tháng 6, một chiếc Selex ES Falco khác bị MiG-23ML bắn hạ, cả hai chiếc UAV đều bị bắn hạ bằng tên lửa R-24R.

### Phục vụ tạiCuba
Vài chiếc MiG-23ML của Cuba và Mirage F1 của Nam Phi đã chạm trán trong nội chiến Angola. Các máy bay MiG-23 của Cuba vượt trội các máy bay Mirage F1CZ và F1AZ của Nam Phi cả về vận tốc/gia tốc, khả năng radar/điện tử hàng không và vũ khí không đối đất. Các tên lửa R-23 và R-60 của MiG-23 đã mang lại cho các phi công Cuba khả năng áp đảo các máy bay của Nam Phi từ hầu hết các khía cạnh.
Ít nhất một chiếc Mirage F1 đã bị bắn hạ bởi tên lửa R-60 (NATO: AA-8 'Aphid') phóng ra từ một chiếc MiG-23ML của Cuba. Cụ thể, vào ngày 27 tháng 9 năm 1987, trong Chiến dịch Moduler, hai chiếc MiG-23 của Cuba đã tấn công một cặp Mirage F1: 1 chiếc MiG-23 phóng 2 tên lửa R-23R và 1 chiếc Mirage, trong khi chiếc còn lại đã bắn một quả R-60 vào chiếc Mirage kia. Một quả R-23R phát nổ đủ gần để gây hư hại nặng cho chiếc Mirage.
Tổng cộng, Cuba tuyên bố 6 máy bay địch bị bắn hạ bởi MiG-23 (1 chiếc bị phá hủy, 1 chiếc bị hư hại nặng và 4 chiếc chưa được xác nhận) trong khi Cuba không chịu tổn thất nào trong không chiến (Nam Phi chỉ hạ được một chiếc MiG-23 bởi pháo phòng không 20 mm Ystervark khi nó đang không kích ở khu đập Calueque).

### Phục vụ tạiIraq

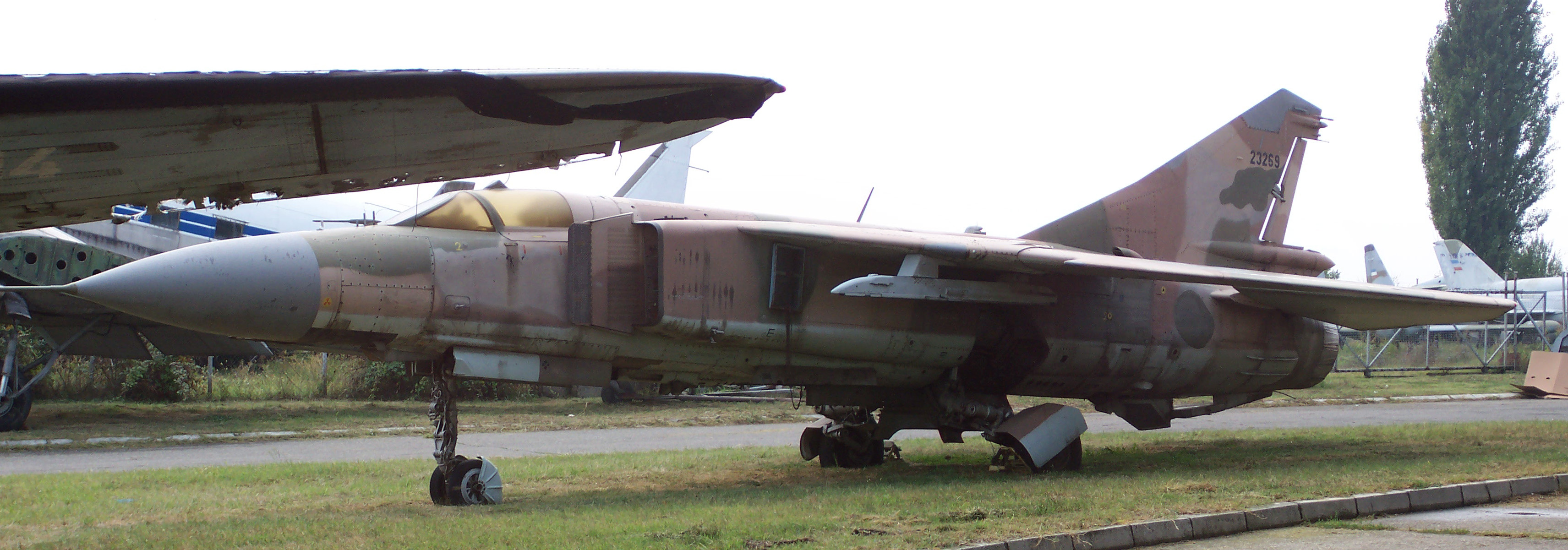
MiG-23ML của Iraq

MiG-23 cũng có mặt trong Chiến tranh Iran-Iraq 1980 - 1988. Kết quả không chiến khó xác định vì cả 2 bên đều tuyên bố phóng đại thành tích và che giấu thiệt hại của mình. MiG-23 đã có cả những thành tích và thiệt hại khi chiến đấu với những chiếc F-14 Tomcat, F-5 Freedom Fighter và F-4 Phantom của Iran.
- Đại tá Không quân Iran, Mohammed-Hashem All-e-Agha bị một chiếc MiG-23ML của Iraq bắn hạ khi đang lái chiếc F-14A của mình vào ngày 11 tháng 8 năm 1984[4].
- Đại tá Không quân Iran Abdolbaghi Darvish bị một chiếc MiG-23ML của Iraq bắn rơi khi đang lái chiếc máy bay vận tải Fokker Fairchild F27-600 vào ngày 20 tháng 2 năm 1986. Tất cả 49 thành viên phi hành đoàn và hành khách đều thiệt mạng.[5] Máy bay này chở một phái đoàn quân sự và các quan chức chính phủ trong một nhiệm vụ.
- Đại úy Không quân Iran Ahmad Moradi Talebi bị bắn hạ bởi một chiếc MiG-23ML của Iraq khi đang bay trên chiếc F-14A của mình vào ngày 2 tháng 9 năm 1986.[6]
- Đại úy Không quân Iran Bahram Ghanei bị một chiếc MiG-23ML bắn rơi khi đang lái 1 chiếc F-14A vào ngày 17 tháng 1 năm 1987.[7][8]
- Phi công tiêm kích MiG-23 nổi tiếng của Iraq là Đại úy Omar Goben, anh ta đã bắn hạ ít nhất một chiếc F-5E và một chiếc F-4E khi lái một chiếc MiG-23, bắn hạ hai chiếc F-5E và một chiếc F-4E khi lái một chiếc MiG-21.[9][10]

Theo nhà nghiên cứu Tom Cooper, các máy bay F-14 Tomcat của Iran cũng đã gây ra nhiều tổn thất cho các máy bay MiG-23 của Iraq (hầu hết là phiên bản cường kích MiG-23BN) trong thời kỳ đầu của cuộc chiến. MiG-23 chỉ là tiêm kích thế hệ 3, nó có thể vượt trội F-4 Phantom II cùng thế hệ, nhưng không thể nào sánh bằng tiêm kích thế hệ 4 như F-14 Tomcat, F-15 Eagle, F-16 Fighting Falcon hay F/A-18 Hornet. Điều này khiến Không quân Iraq khá lo lắng, và thúc đẩy việc Iraq mua các máy bay mới hơn như MiG-25 và MiG-29 để đối chọi lại Iran. Trong Chiến tranh Iran-Iraq, theo tuyên bố của Iran, ít nhất 58 chiếc MiG-23 đã bị F-14 bắn hạ (15 trong số này được xác nhận theo Cooper) và 20 chiếc MiG-23 bị bắn rơi bởi F-4 (16 chiếc được xác nhận theo Cooper) Còn theo dữ liệu chính thức của Iraq, chỉ có 29 chiếc MiG-23 bị mất trong toàn bộ cuộc chiến (từ 20 đến 28 chiếc trong số đó đã bị pháo phòng không, tên lửa phòng không hoặc máy bay đối phương bắn hạ) Đổi lại, những thành tích mà MiG-23 lập được trong cuộc chiến như sau:
- Các máy bay chiến đấu MiG-23MS/MF (phiên bản tiêm kích đánh chặn của MiG-23) của Iraq trong nửa đầu cuộc chiến bắn hạ được không ít hơn 8 máy bay đối phương, trong khi bị thiệt hại 2 MiG-23MS và 4 MiG-23MF.
- Phiên bản MiG-23ML (phiên bản tiêm kích của MiG-23) đã được sử dụng trong nửa sau của cuộc chiến. Chúng có thể đã hạ được 7 máy bay địch (trong đó có 3 chiếc F-14 Tomcat) trong khi có thể đã bị tổn thất 3 chiếc.[15][16][17][18]
- Phiên bản MiG-23BN (phiên bản cường kích của MiG-23) đã được sử dụng thành công trong việc không kích các mục tiêu mặt đất. Vào ngày 22 tháng 9 năm 1980, những chiếc MiG-23BN được sử dụng trong các cuộc xuất kích đầu tiên chống lại Iran. Hai chiếc F-4 bị tiêu diệt tại Căn cứ Không quân Mehrabad trong cuộc tấn công của MiG-23BN. Trong chiến tranh, có 22 chiếc MiG-23BN bị bắn hạ bởi hỏa lực phòng không hoặc máy bay đánh chặn của Iran. Theo các nguồn khác, 16 chiếc MiG-23BN bị mất trong chiến tranh, 13 trong số đó là bởi hỏa lực địch và 3 chiếc do tai nạn.[14][18][19]

Phi công MiG-23 thành công nhất của Iraq là Ahmad Sabbah, chiếc MiG-23MLA của anh đã bắn hạ 3 chiếc tiêm kích F-5E Tiger II của Iran (xem thêm tại )
Những chiếc MiG-23 do các phi công Iraq điều khiển cũng đã tham chiến trong Chiến tranh Vùng Vịnh năm 1991. Tiêm kích của Không quân Mỹ - Anh có số lượng đông hơn và là những loại mới nhất khi đó, lại nhận sự hỗ trợ từ máy bay AWACS E-3 Sentry giúp phát hiện mục tiêu từ xa. Không quân Iraq thì không có ưu thế như vậy, và phần lớn máy bay của họ là đời cũ như Mirage F1, MiG-21 và MiG-23 nên họ bị thiệt hại nặng. Nhưng Iraq cũng đã đạt được một số thành công khi sử dụng MiG-23. Tổng cộng đã có 8 chiếc MiG-23 của Iraq bị bắn hạ trong trong Chiến tranh Vùng Vịnh năm 1991 (đều bởi tiêm kích F-15C của Mỹ), đổi lại MiG-23 đã bắn hỏng nặng 2 máy bay F-111F của Mỹ, đều bằng tên lửa R-24T vào ngày 17/1/1991 Một số nguồn tin của Nga còn tuyên bố có một chiếc F-16 của Mỹ đã bị bắn hạ bởi một chiếc MiG-23 của Iraq, nhưng phía Mỹ không công nhận.
Các tài liệu của Iraq thu được sau này cho thấy họ sở hữu 127 chiếc MiG-23, bao gồm 38 chiếc MiG-23BN và 21 chiếc MiG-23 phiên bản huấn luyện, khi bắt đầu Chiến dịch Bão táp sa mạc. Trong Chiến tranh Vùng Vịnh, 43 chiếc MiG-23 bị phá hủy do mọi nguyên nhân (8 chiếc MiG-23 bị bắn rơi trong không chiến, 35 chiếc bị phá hủy khi đang đậu trên sân bay), cộng thêm 10 chiếc khác bị hư hại khi đang đậu trên sân bay và 12 chiếc di tản đến Iran. Điều này khiến Iraq chỉ còn 63 chiếc MiG-23 sau chiến tranh, bao gồm 18 MiG-23BN và 12 chiếc phiên bản huấn luyện.

### Phục vụLiên XôvàKhối Warszawa

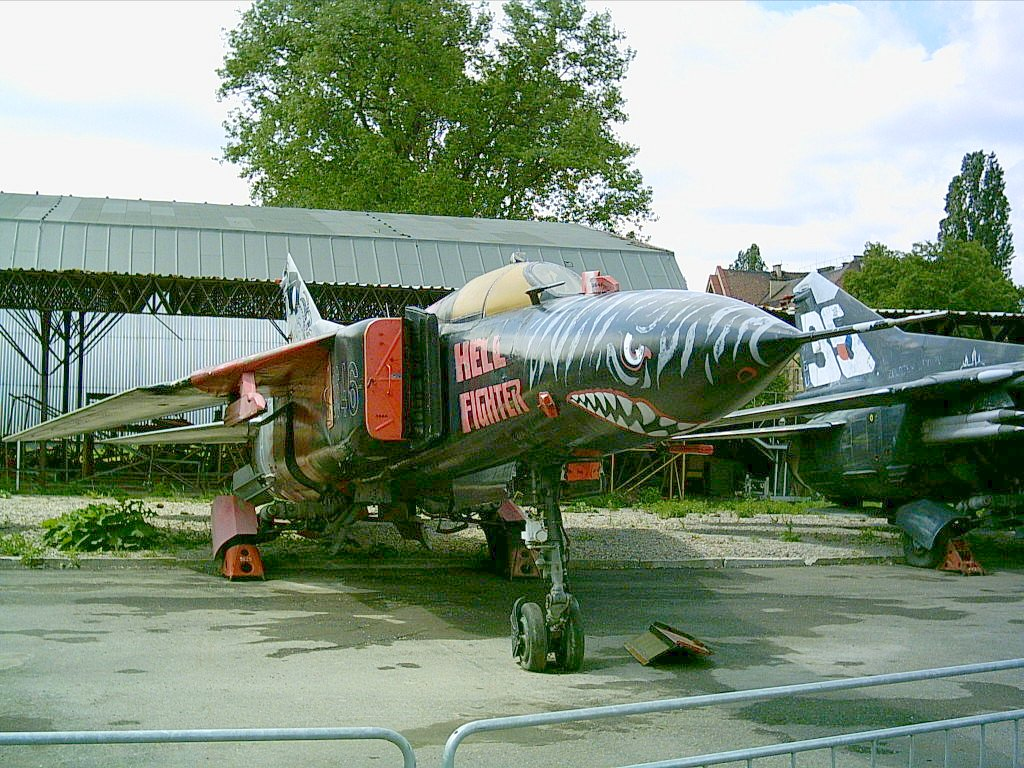
MiG-23MF trưng bày tại bảo tàng Kbely, Praha, Cộng hòa Séc.

Vì hai khe hút khí lớn ở bên cạnh thân máy bay, chiếc máy bay này được đặt biệt danh "Cheburashka" bởi một số phi công Liên Xô sau khi một nhân vật hoạt hình hư cấu của Nga được vẽ với hai cái tai to. Biệt danh này sau này đã được dùng cho Antonov An-72/74, mặc dù ngày nay tên gọi này cũng được dùng cho một số loại máy bay khác có hình dáng bên ngoài tương tự nhân vật hoạt hình Cheburashka, bao gồm cả A-10 Thunderbolt II của Mỹ.
Loại máy bay này không được sử dụng số lượng lớn trong các lực lượng không quân thuộc khối Warszawa như hình dung trước đó. Khi những chiếc MiG-23 được triển khai lần đầu, chúng được coi là một kiểu điển hình máy bay của lực lượng không quân các nước Đông Âu. Tuy nhiên, nhanh chóng sau đó những bất lợi trở nên hiển nhiên và MiG-23 đã không thay thế MiG-21 như dự định ban đầu. MiG-23 có một số khiếm khuyết, hạn chế khả năng hoạt động và chi phí vận hành theo giờ cao hơn so với MiG-21. Không quân khối Đông Âu sử dụng những chiếc MiG-23 để thay thế những chiếc MiG-17 và MiG-19 lạc hậu.
Năm 1990, khoảng 1.500 chiếc MiG-23 thuộc nhiều phiên bản đang phục vụ trong Không quân Liên Xô VVS và Quân chủng phòng không Liên Xô PVO. Với sự tan rã của Liên Xô, Không quân Nga bắt đầu cắt giảm số lượng máy bay chiến đấu của mình, những chiếc MiG-23 và MiG-27 đã bị cắt giảm khỏi biên chế và đưa vào các nhà kho lưu trữ. Và phiên bản cuối cùng của MiG-23 còn phục vụ cho đến năm 1998 là MiG-23P.
Khi Đông Đức và Tây Đức hợp nhất vào năm 1991, không một chiếc MiG-23 nào được sử dụng trong Luftwaffe (Không quân Đức), nhưng 12 chiếc MiG-23 từ Đông Đức đã được chuyển cho phía Mỹ. Khi Tiệp Khắc tách thành Cộng hòa Séc và Slovakia, Cộng hòa Séc đã được quyền sử dụng toàn bộ số MiG-23 của Tiệp Khắc, nhưng chúng cũng về hưu vào năm 1998. Hungary cho những chiếc MiG-23 của mình về hưu năm 1996, Ba Lan năm 1999, Romania năm 2000 và Bulgaria năm 2004. Nhiều chiếc MiG-23 của Libya và Cuba cũng không bay trong những năm gần đây. Và một số chiếc MiG-23 đã được dùng làm hiện vật trưng bày.
MiG-23 là máy bay gây chiến được Không quân Liên Xô sử dụng huấn luyện không chiến từ cuối thập niên 1970 đến cuối thập niên 1980. Nó chứng tỏ là một đối thủ gây khó khăn cho những phiên bản MiG-29 đời đầu do những phi công thiếu kinh nghiệm điều khiển. Những bài tập cho thấy khi bay tốt, một chiếc MiG-23MLD cũng có thể đạt được tỷ lệ hạ đối phương khá cao khi tập trận với MiG-29 trong các trận không chiến giả, khi sử dụng chiến thuật bắn và chạy và không lôi kéo những chiếc MiG-29 vào hỗn chiến. Thông thường những chiếc MiG-23MLD gây chiến được sơn hàm cá mập ở mũi, và nhiều được điều khiển bởi nhiều phi công kỳ cựu trong Chiến tranh Liên Xô - Afghanistan. Vào cuối thập niên 1980, những chiếc MiG-23 gây chiến bị MiG-29 thay thế, và những chiếc MiG-29 này cũng sơn hàm cá mập ở mũi.

### Kiểm tra hiệu suất

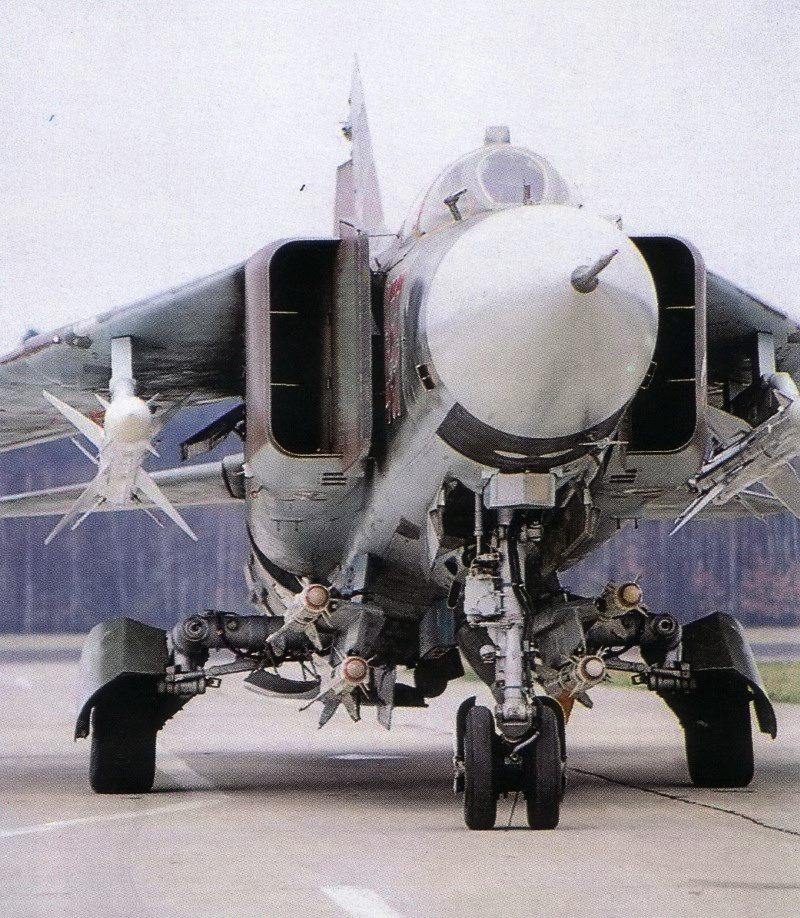
MiG-23 với 6 giá treo tên lửa R-23 và R-60

Rất nhiều quốc gia thù địch và bạn hàng của Liên Xô mong muốn có cơ hội được đánh giá hiệu suất của MiG-23. Vào năm 1970, sau một cuộc tổ chức lại xã hội bởi những người đứng đầu Ai Cập, Ai Cập đã cung cấp cho Hoa Kỳ một số máy bay MiG-23MS của mình và Hoa Kỳ cũng nhận được MiG-23 từ Trung Quốc trong một cuộc trao đổi vũ khí. Những chiếc MiG-23MS đã giúp Trung Quốc phát triển loại Shenyang J-8II, loại máy bay này của Trung Quốc có vài chi tiết vay mượn của MiG-23, đó là bộ phận giữ thăng bằng và khe hút không khí. Tại Mỹ, những chiếc MiG-23MS và những phiên bản khác thu được sau khi nước Đức hợp nhất đã giúp cho các nhà khoa học đánh giá được chương trình vũ khí của Quân đội Liên Xô. Phi công Hà Lan Leon Van Maurer, người có hơn 1.200 giờ bay với F-16, đã bay với chiếc MiG-23ML Flogger-G tại căn cứ không quân ở Đức và Hoa Kỳ trong các trận chiến giả khi MiG-23ML được trang bị vũ khí của Liên Xô. Leon Van Maurer đã nhận xét MiG-23ML tỏ ra ưu việt hơn hẳn những phiên bản đầu của F-16 trong thao tác bay, và hệ thống không chiến ngoài tầm nhìn BVR (Beyond Visual Range).
Người Israel đã thử nghiệm một chiếc MiG-23MLD thu được của Syria và nhận thấy rằng nó có tốc độ còn nhanh hơn cả những chiếc F-16, hay thậm chí là F/A-18 Hornet.
Sau khi tìm hiểu một chiếc MiG-23 khác, Mỹ và Israel kết luận rằng, MiG-23 ngoài một màn hình hiển thị trước mặt phi công HUD, nó còn có một HUD khác hiển thị như một màn hình radar khoảng cách, cho phép phi công quan sát không giới hạn và làm việc đơn giản hơn với hệ thống radar của mình. Nét đặc trưng này cũng được lắp trên MiG-29, mặc dù trên máy bay có một màn hình CRT (màn hình ống phóng tia cathode) có tác dụng như hệ thống kia. Người Israel cực kỳ ấn tượng với hệ thống này, nhưng một phi công F-16 của Mỹ lại chê bai rằng hệ thống này dễ gây kẹt hỏng bản đồ hiển thị trên màn hình HUD.
Ngoài sự đào ngũ của một phi công Syria lái MiG-23 tới Hy Lạp năm 1981, còn có một phi công Cuba đã lái chiếc MiG-23BN tới Mỹ năm 1991. Trong cả hai trường hợp, những chiếc máy bay đều bị trả lại chậm trễ cho Syria và Cuba.

## Sự kiện gây chấn độngchâu Âu
Ngày 4 tháng 7 năm 1989, một sự kiện liên quan đến tiêm kích MiG-23 đã xảy ra, gây chấn động cho cả NATO và dư luận châu Âu. Vào ngày hôm đó, Đại tá phi công Liên Xô Nikolai Skurigin thực hiện chuyến bay tuần tra không phận thường nhật trên chiếc tiêm kích MiG-23M. Chỉ một thời gian ngắn sau khi cất cánh từ Căn cứ Không quân Bagicz, gần thị trấn Kołobrzeg, Ba Lan, Skurigin phát hiện động cơ máy bay gặp sự cố, ông liền nhanh chóng hạ độ cao, nhận thấy máy bay có nguy cơ rơi nên ông quyết định nhảy dù. Tuy nhiên, trong khi đang lơ lửng trên không, Skurigin bàng hoàng khi ông nhận thấy chiếc MiG-23M không hề lao xuống đất, mà nó đang lấy lại độ cao và lao thẳng về không phận của NATO như đang có người điều khiển thực thụ.
Khoảng 9 giờ 32 phút sáng, các trạm radar của NATO phát hiện chiếc MiG-23 của Không quân Liên Xô xâm nhập không phận. 2 chiếc tiêm kích F-15C Eagle của Không quân Mỹ được lệnh xuất kích, sẵn sàng bắn hạ chiếc máy bay đối phương vi phạm không phận. Một lúc sau, hai chiếc F-15C đuổi kịp chiếc MiG-23M, nhưng phi công của cả 2 chiếc F-15C sửng sốt liền báo cáo về sở chỉ huy rằng: khoang lái của chiếc MiG-23 không có người ở bên trong, vòm kính buồng lái và ghế phóng thoát hiểm cũng đã biến mất. Họ cũng nhận thấy chiếc tiêm kích Liên Xô không mang theo vũ khí nên đây cũng không phải là một mối đe dọa trực tiếp.
Các phi công F-15 nhận định rằng nếu họ bắn hạ chiếc MiG-23, nó có thể đâm xuống 1 trong những khu dân cư bên dưới, gây nguy hiểm cho dân thường. Bởi vậy họ quyết định bay theo hộ tống nó ra một khu vực an toàn rồi khi đó sẽ phóng tên lửa tiêu diệt. Các kiểm soát viên không lưu quân sự NATO lập tức thông báo cho các nhân viên không lưu dân sự điều phối các máy bay dân sự đang bay gần đó tránh đường bay của chiếc MiG-23 không người lái này nhằm đảm bảo an toàn. 2 chiếc F-15 bay cùng chiếc "tiêm kích ma" về phía tây nam, băng qua không phận Hà Lan rồi tiến vào không phận Bỉ, nơi chiếc MiG-23M bắt đầu mất dần độ cao. Các nhà chức trách Bỉ yêu cầu các phi công F-15C bắn hạ chiếc MiG-23 ngay khi nó tiến ra biển. Cảnh sát và các đội cứu hộ, phòng cháy trên đường bay của chiếc MiG-23M đều được đặt trong trạng thái báo động sẵn sàng triển khai.
Khi tiến đến gần khu vực biên giới giữa Bỉ và Pháp, chiếc MiG-23M đột ngột leo lên độ cao 12 km đúng lúc nó hết nhiên liệu rồi lao nhanh xuống đất. Trước đó, các chuyên gia mặt đất dự đoán chiếc máy bay sẽ rơi ở gần thị trấn biên giới Lille trên lãnh thổ Pháp. Tuy nhiên, họ không ngờ rằng chiếc MiG-23 sau khi bay gần 900 km đã rơi xuống một trang trại ở Wevelgem, cách thủ đô Brussels 80 km về phía tây. Cú tiếp đất trực diện của chiếc MiG-23M đã làm một thanh niên 18 tuổi người Bỉ thiệt mạng khi anh này đang ngủ trong nhà. Giới chức Bỉ nhanh chóng có mặt ở hiện trường để điều tra, trong khi 2 chiếc tiêm kích F-15C trở về căn cứ.
Cả NATO và Liên Xô đều nhanh chóng xác định đây chỉ là một vụ tai nạn ngoài ý muốn, và cả hai bên đều bày tỏ hối tiếc về sự cố này. Chính quyền Liên Xô cũng lên tiếng xin lỗi gia đình nạn nhân và tiến hành bồi thường thỏa đáng cho họ. Về phần Đại tá Skurigin, sau khi biết chiếc MiG-23M của mình đã làm chết một thanh niên người Bỉ, ông đã bày tỏ sự hối hận về quyết định ấn nút ghế phóng thoát khỏi chiếc máy bay. Sự kiện hi hữu này đã khiến Mỹ và đồng minh trải qua những giây phút thấp thỏm khi một chiếc máy bay tiêm kích của Liên Xô tiến vào không phận Tây Âu vào năm 1989 mà không có phi công điều khiển.

## Các quốc gia sử dụng

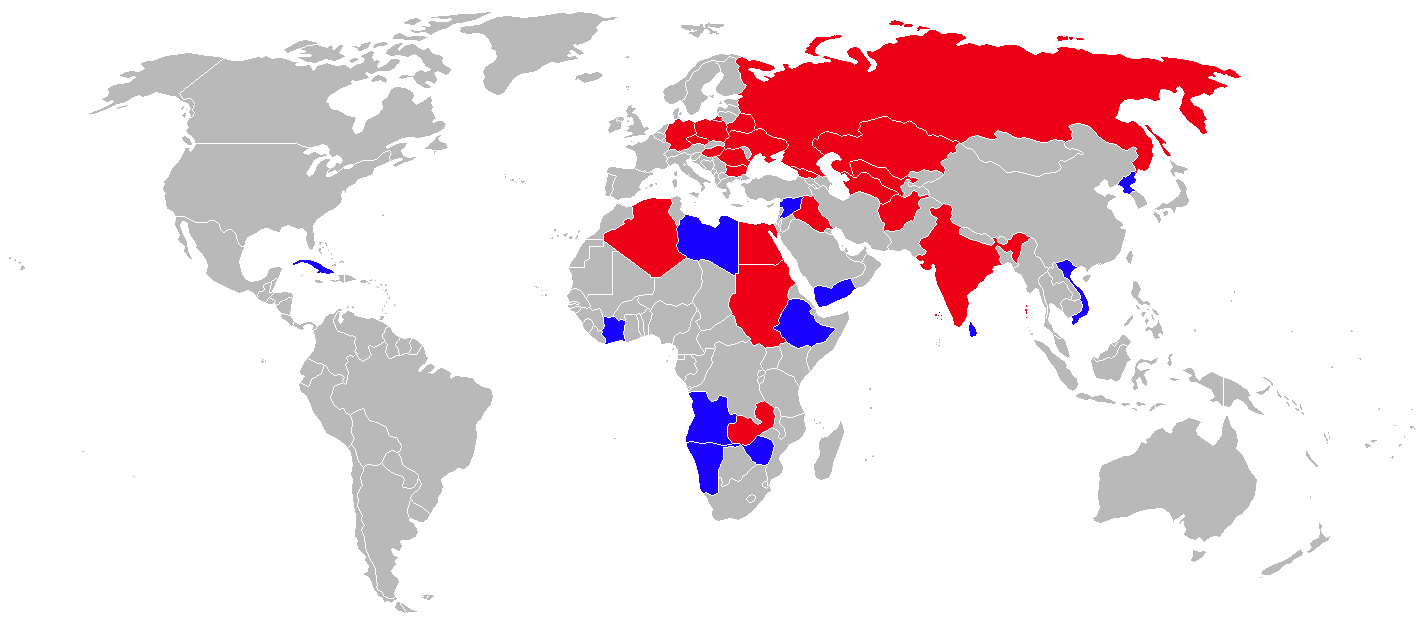
Bản đồ các nước sử dụng MiG-23 trong biên chế chính thức

### Các nước vẫn đang sử dụng
Algérie29 MiG-23BN/MS/UB
 Angola32 MiG-23M/UB
 Belarus34 MiG-23M
 Cuba69 MiG-23MF/ML/UB
 Ethiopia32 MiG-23BN/UB làm nhiệm vụ cường kích. Phiên bản đánh chặn là MiG-23ML, đã ngừng hoạt động.
 Gruzia
 Ấn Độ60 MiG-23BN/UB. Phiên bản MiG-23MF ngừng hoạt động vào 20 tháng 3-2007.
 Kazakhstan100 MiG-23M/UB
 Libya130 MiG-23MS/ML/BN/UB
 CHDCND Triều Tiên56 MiG-23ML/UB
 Sri LankaMột chiếc huấn luyện MiG-23UB, chỉ sử dụng huấn luyện cho phi đội MiG-27
 Syria146 MiG-23MS/MF/ML/MLD/BN/UB
 Turkmenistan230 MiG-23M/UB
 Yemen44 MiG-23BN/UB
 Zimbabwe3 MiG-23M/UB
Chú thích: Còn những chiếc MiG-23 của Belarus không biết chắc về tình trạng hoạt động.

### Các nước không còn sử dụng

MiG-23MF

AfghanistanMiG-23BN/UB có thể đã phục vụ trong Không quân Afghanistan từ năm 1984. Nhưng không chắc đấy có phải là máy bay Liên Xô sơn cờ của Afghanistan hay không.
 BulgariaTổng cộng 90 MiG-23 hoạt động trong Không quân Bulgaria từ năm 1976, ngừng hoạt động năm 2002. Bao gồm 33 MiG-23BN, 12 MiG-23MF, 1 MiG-23ML, 8 MiG-23MLA, 21 MiG-23MLD và 15 MiG-23UB.
 Cộng hòa SécMiG-23 ngừng hoạt động năm 1994 (BN, MF) và 1998 (ML, UB).
 Tiệp KhắcMiG-23 chuyển giao cho Cộng hòa Séc.
 Cộng hòa Dân chủ ĐứcChuyển cho Luftwaffe. Sau đó Luftwaffe chuyển 2 chiếc MiG-23 cho Không quân Mỹ và 1 chiếc cho bảo tàng ở Florida, những chiếc khác giao lại cho các quốc gia khác hoặc bị loại bỏ.
 Iran24 chiếc từ Iraq năm 1991, đang cất giữ trong kho.
 Ai Cập6 MiG-23BN/MF/U đã gửi cho Trung Quốc để trao đổi vũ khí quân sự; Trung Quốc dùng chúng để đánh giá. Ít nhất 8 chiếc được giao cho Mỹ.
 Hungary16 MiG-23 ngừng hoạt động năm 1997; gồm 12 MiG-23MF và 4 MiG-23 UB.
 IraqMột số MiG-23 của Iraq gửi cho Nam Tư để nâng cấp khi Chiến tranh Vùng Vịnh và Chiến tranh Nam Tư bắt đầu, hiện số MiG-23 này đang ở Bảo tàng hàng không Belgrade.
 Ba Lan36 MiG-23MF một chỗ và 6 MiG-23UB huấn luyện được giao cho Không quân Ba Lan từ 1979 - 1982, ngừng hoạt động tháng 9/1999.
 România46 MiG-23 hoạt động từ 1979 đến 2001 và ngừng hoạt động năm 2003; gồm 36 MiG-23MF và 10 MiG-23 UB.
 NgaXấp xỉ 300 chiếc, tất cả đang lưu trữ trong kho.
 Liên XôChuyển cho các nước cộng hòa thuộc Cộng đồng các Quốc gia Độc lập (SNG).
- Không quân Liên Xô
- Lực lượng Phòng không Liên Xô

 Sudan
 Ukraina

### Các quốc gia chỉ sử dụng đánh giá
Trung QuốcMiG-23 nhận từ Ai Cập.
 Israel1 chiếc của Syria đào ngũ sang Israel.
 Hoa KỳMiG-23 nhận từ Ai Cập tiếp tục bay đánh giá đến cuối thập niên 1980 và hiện đang ở Căn cứ không quân Nellis.

## Thông số kỹ thuật (MiG-23MLD Flogger-K)

Trang bị của MiG-23

### Đặc điểm riêng
- Phi đoàn: 1
- Chiều dài: 16.70 m (56 ft 9.5)
- Sải cánh: cánh xòe 13.97 m (45 ft 10 in)
- Chiều cao: 4.82 m (15 ft 9.75 in)
- Diện tích cánh: 37.35 m² khi xòe, 34.16 m khi cụp (402.05 ft² / 367.71 ft²)
- Trọng lượng rỗng: 9.595 kg (21.153 lb)
- Trọng lượng cất cánh: 15.700 kg (34.612 lb)
- Trọng lượng cất cánh tối đa: 18.030 kg (39.749 lb)
- Động cơ: 1× Khatchaturov R-35-300, lực đẩy 83.6 kN và 127 kN khi đốt nhiên liệu phụ trội (18.850 lbf / 28.700 lbf)

### Hiệu suất bay
- Vận tốc cực đại: Mach 2.4 (2.445 km/h) trên đất liền; Mach 1.14 (1.350 km/h) trên biển (1.553 mph / 840 mph)
- Tầm bay: 1.150 km với 6 tên lửa không đối không, 2.820 km (570 mi / 1.750 mi)
- Trần bay: 18.500 m (60.695 ft)
- Vận tốc lên cao: 240 m/s (47.245 ft/phút)
- Lực nâng của cánh: 420 kg/m² (78.6 lb/ft²)
- Lực đẩy/trọng lượng: 0.88

### Vũ khí
- 1x pháo nòng đôi Gryazev-Shipunov GSh-23L 23 mm với 200 viên đạn
- Có 6 giá treo có thể mang được 3.000 kg (6.610 lb) vũ khí, gồm:
  - Vympel R-23/24 (NATO: AA-7 Apex) tầm trung dẫn đường bằng radar bán chủ động (R-23/24R) hoặc tia hồng ngoại (R-23/24T).
  - Molniya R-60 (NATO: AA-8 Aphid) tầm ngắn dẫn đường bằng tia hồng ngoại.
- Ngoài ra, những biến thể cải tiến có thể mang được:
  - Vympel R-27 (NATO: AA-10 Alamo).
  - Vympel R-73 (NATO: AA-11 Archer).
  - Vympel R-77 (NATO: AA-12 Adder).

Trang bị của MiG-23 được tăng lên khi hệ thống điện tử được cải tiến và những phiên bản mới được phát triển. Trong những phiên bản đầu tiên, chúng được trang bị hệ thống vũ khí của MiG-21, nó bị giới hạn chỉ dùng được tên lửa không đối không tầm ngắn Vympel K-13 (AA-2 'Atoll') dẫn đường bằng tia hồng ngoại. Cuối những năm 1970, Molniya R-60 (AA-8 'Aphid') được dùng để thay thế cho K-13 và phiên bản MiG-23M đã được trang bị tên lửa ngoài tầm nhìn R-23/R-24 (AA-7 'Apex'). Đến phiên bản thứ ba của MiG-23 đã được trang bị tên lửa tầm ngắn mới Vympel R-73 (AA-11 'Archer'), nhưng loại tên lửa này không được xuất khẩu cho đến khi tiêm kích thế hệ 4 Mikoyan MiG-29 bắt đầu được xuất khẩu. MiG-23 được dùng để bay thử và bắn tên lửa không đối không AA-10, AA-11 và AA-12. Trang bị cho phiên bản tấn công mặt đất gồm có rocket 57 mm, bom điều khiển KAB-500 khối lượng 500 kg, pháo và tên lửa không đối đất điều khiển bằng sóng vô tuyến Kh-23 (AS-7 'Kerry'). Ngoài ra còn có thể mang 4 thùng nhiên liệu phụ.
Theo tài liệu hướng dẫn của MiG-23ML, nó có thể duy trì liên tục vận tốc quay 14.1°/giây và vận tốc quay tức thời lớn nhất đạt 16.7°/giây. MiG-23ML tăng tốc từ 600 km/h (373 mph) lên 900 km/h (559 mph) chỉ trong 12 giây trên độ cao 1.000 m. MiG-23 trên độ cao 1.000 m khi tăng tốc độ từ 630 km/h (391 mph) lên 1.300 km/h (808 mph) chỉ mất 30 giây, và trên độ cao 10–12 km khi tăng tốc độ từ Mach 1 lên Mach 2 chỉ mất 160 giây.

## Nội dung liên quan

### Máy bay có cùng sự phát triển
- MiG-27 'Flogger-D'

### Máy bay có tính năng tương đương
- McDonnell Douglas F-4 Phantom II
- Mirage F1
- Shenyang J-8
- Sukhoi Su-24

### Danh sách tiếp theo
MiG-17 -
MiG-19 -
MiG-21 -
MiG-23 -
MiG-25 -
MiG-27 -
MiG-29 -
MiG-31